# 科比·布莱恩特
科比·比恩·布萊恩（1978年8月23日—2020年1月26日）是前美國職業籃球運動員，主打得分後衛位置。科比1996年直接從高中進入NBA，並效力洛杉磯湖人20年，被認為是史上最偉大的篮球運動員之一。科比替洛杉磯湖人贏得5座NBA總冠軍，並入選18次全明星賽、15次NBA最佳阵容、12次NBA最佳防守陣容，以及票選為2008年NBA最有价值球员與2次NBA总决赛最有价值球员。科比共獲得NBA得分王兩次，並位居聯盟生涯例行賽得分第四名和生涯季後賽得分第四名。
柯比生於美國賓夕法尼亞州費城，有段時間成長於義大利。高中就讀位於宾夕法尼亚州的勞爾梅里恩高中，在那裡柯比被公認為美國頂尖的高中籃球員，并於高中畢業後宣布參加1996年NBA選秀，被夏洛特黃蜂以第13順位選中；接著黃蜂將他交易到湖人。新秀賽季，科比贏得1997年灌籃大賽而受到球迷的喜愛，並在第二個賽季入選NBA全明星赛。2000年至2002年，儘管柯比與隊友沙奎尔·奥尼尔之間發生分歧，兩人仍帶領湖人連續三屆奪冠。2003年，一名旅館服務生指控科比性侵，向科比提出訴訟，但在該女子拒絕出庭作證後，對柯比的訴訟被撤銷。科比否認性侵指控，但承認有發生性接觸，並為此公開道歉。
在湖人輸掉2004年NBA總決賽之後，奧尼爾被球隊交易，而科比成為球隊的基石。2005–06和2006–07賽季，科比兩度成為聯盟得分王。2006年，他創下職業生涯最高的81分，在聯盟歷史上單場得分位居第二，僅次於1962年威爾特·張伯倫的100分。2009年和2010年，柯比帶領球隊連續奪得兩座冠軍，並兩次均獲得總決賽最有價值球員。柯比仍然是聯盟頂尖球員之一，直到2013年他的阿基里斯腱斷裂。儘管健康復原，但在接下來的兩個賽季，他分別因膝蓋和肩膀傷患而賽季報銷。由於身體狀態下滑，科比在2015-16賽季退役。
科比在34歲時，成為聯盟歷史上最年輕的30,000分先生。2010年2月1日，科比超越杰里·韦斯特成為湖人隊史得分王。科比也是聯盟歷史上第一位至少出戰20個賽季的後衛。他共入選18次全明星賽是有史以來第二多，同時也創下連續先發場數的記錄。科比的四次全明星賽最有價值球員與鲍勃·佩蒂特並列聯盟史上最多。2000年代中期，柯比為自己的綽號取為「黑曼巴」（Black Mamba），並被大眾廣泛採用。2008年和2012年夏季奧運會，科比以美國國家隊成員身份獲得兩枚金牌。2018年，科比编剧及旁白配音的動畫短片《親愛的籃球》獲得奥斯卡最佳动画短片奖。
2020年1月26日，科比搭乘私人直升机從橘郡飞往洛杉矶的途中，和他的二女兒吉安娜、大學棒球教練約翰·阿爾托貝利等共九人，於卡拉巴薩斯郊外山坡墜機遇難，享年41歲。隨後舉行一系列致敬與紀念活動，包括將全明星赛最有價值球員獎更名。

## 早年
1978年8月23日，柯比出生於美國費城西邊郊區溫尼伍德的蘭克瑙醫院，是前NBA球員祖·拜仁和帕梅拉·布萊恩（Pamela Cox Bryant）的三位孩子中最小、唯一的兒子。他舅父是前NBA籃球員Chubby Cox，籃球員John Cox則是他的表弟。科比的父母使用他们在餐馆菜单上看到的神户牛排（Kobe steak）为儿子命名。他的中間名「Bean」來自他父親的綽號「Jellybean」。科比的家人是天主教徒，而科比總是奉行該信仰。
科比從三歲開始打篮球，而他從小最喜歡的球隊是洛杉磯湖人。科比六歲時，他的父親從NBA退役，並舉家搬到意大利列蒂，他的父親在那裡繼續職業籃球生涯。在當地兩年後，科比習慣了新的生活方式，並學會流利的意大利文。居住雷焦艾米利亚期間，科比開始認真打籃球。科比的祖父會郵寄給他NBA比賽的錄像帶供科比學習。科比從小就開始踢足球，他最喜歡的球隊是AC米兰。科比每年夏季會回到美國參加夏季籃球聯賽。科比13歲時和家人搬回費城，並就讀巴拉肯维德中学八年級。

### 高中

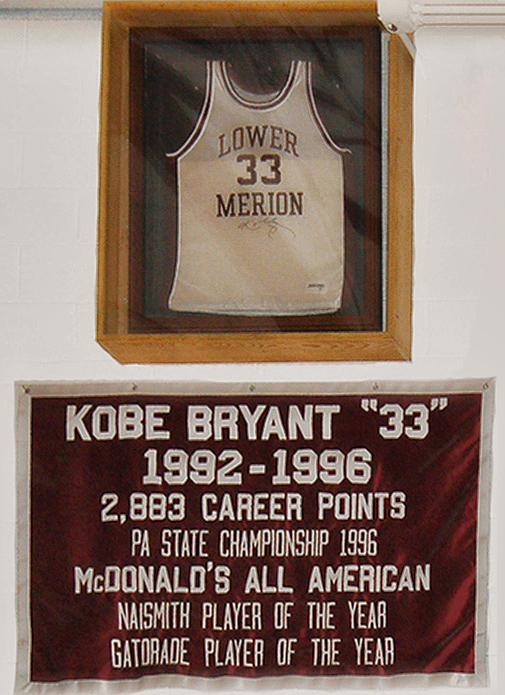
科比的高中退休球衣和紀念其背號33號的旗幟，照片攝於勞爾梅里恩高中

科比在费城郊區的勞爾梅里恩高中度过高中籃球生涯，他以新生的身份加入學校籃球隊，並成為球隊數十年以來，首位新生以先發身分上場，但球隊以4勝20負的戰績結束賽季。在接下來的三年中，球隊創下77勝13負戰績，而科比場上五個位置全都打過。在他三年級的時候，該年場均為31.1分、10.4個籃板和5.2次助攻，被評為賓夕法尼亞年度最佳球員，同時還獲得「Parade」全美第四陣容提名，此時吸引大學球探的注意。杜克、密歇根州、北卡羅來納州和維拉諾瓦皆名列科比的大學榜首。然而在凯文·加内特以高中生身分進入1995年NBA選秀的第一輪之後，科比也開始考慮直接進入職業球員行列。
在愛迪達ABCD訓練營，科比贏得1995年最有價值球員獎，還與未來的NBA隊友拉马尔·奥多姆同隊過。當還在高中時，時任76人教練约翰·卢卡斯二世邀請柯比一同球隊訓練並分組比賽，柯比在那與杰里·斯塔克豪斯一對一單挑。在高中最后一年，柯比率領球队以31勝3負戰績，获得球队53年以来的第一座州冠军，該年柯比場均為30.8分、12個籃板、6.5次助攻、4次抄截和3.8次阻攻。柯比在高中累积的2,883分打破了由威尔特·张伯伦和莱昂内尔·西蒙斯共同保持的賓夕法尼亞州東南區紀錄。
科比在高中最後一年表現出色，獲得許多獎項。其中包括被提名為奈史密斯高中籃壇最佳球員，佳得乐年度全國籃球最佳球員，麥當勞高中全明星賽球員，「Parade」全美第一隊球員和「今日美國」全美第一隊球員。科比的高中教練格雷格·唐納（Greg Downer）評論他是「一位由自己支配一切的完美球員（a complete player who dominates）」，並稱讚他的運動道德。1996年，科比將R&B歌手布兰蒂帶到他的高中舞會。最終17歲的科比決定直接踏入NBA，成為NBA歷史上第六位如此做的球員。因在當時從高中進入NBA（prep-to-pro）的球員來說並不常見，所以科比的新聞廣為流傳。科比的SAT分數1080和籃球技能，已能確保他获得许多一流大学的录取资格，但他沒有參訪任何大學。2012年，科比被授予為最偉大的麥當勞高中全明星賽美國球員之一。

## 職業生涯

### 1996年NBA選秀
根據時任湖人總經理杰里·韦斯特，在1996年NBA選秀之前，柯比已在洛杉磯進行訓練，並和前湖人球員拉里·德鲁以及迈克尔·库珀進行分組比賽。時任夏洛特黃蜂球探比爾·布蘭奇（Bill Branch）表示，黃蜂同意在選秀前一天將他們順位第13的選秀權交易給湖人。在達成交易協議之前，黃蜂從未考慮過使用選秀權選擇科比。在選秀大會上，湖人在選秀前幾分鐘告訴黃蜂選擇誰。科比是第一位直接從高中畢業的後衛。由於科比當時只有17歲，他的父母必須共同簽署湖人簽下他的合約，直到他在賽季開始前年滿18歲時才能自行簽約。科比和湖人簽署一份為期三年、總額為350萬美元的新秀合約。

### 初登聯盟（1996年–1999年）
科比在加州長灘舉行的夏季職業聯賽中首次亮相，在僅能站立的人群面前獲得25分。防守者很難位於他的面前，他的表現令衛斯特和湖人總教練德尔·哈里斯興奮不已。他在最後一場比賽中獲得36分，並在四場比賽中平均得到24.5分和5.3個籃板。作為1996–97年的新秀，科比幾乎是後衛埃迪·琼斯和尼克·范埃克塞尔的替補。在那時柯比成為有史以來最年輕在NBA上場的球員（18歲又72天；打破了杰梅因·奥尼尔和前隊友安德鲁·拜纳姆的紀錄），並且還成為聯盟最年輕的先發球員（18歲又158天）。最初科比的上場時間有所限制，但隨著賽季的進行，他開始有更多的上場時間。到賽季末，他場均上場時間為15.5分鐘。在NBA全明星周末期間，科比參加了NBA新秀挑战赛並贏得了1997年NBA灌篮大赛，以18歲成為最年輕的灌籃大賽冠軍。科比整個賽季的表現為他贏得NBA第二最佳新秀陣容。
湖人晉級到西區半決賽，對陣猶他爵士，當時科比在第五戰尾端被迫上場主導比賽；拜伦·斯科特因手腕扭傷缺席了比賽，罗伯特·霍里因與爵士的傑夫·霍納塞克打架而離場，沙奎尔·奥尼尔在第四節還剩1分46秒時犯滿。科比在比賽尾端投了四顆麵包球；爵士隊在延長賽中以98比93獲勝，並以4比1擊敗湖人。他首先在第四節錯過了能贏得比賽的兩分跳投，然後在加時賽中錯失了三次三分球機會，包括最後一分鐘的兩次出手。奧尼爾評論說：「（柯比）是當時唯一一位有膽量像那樣投籃的人」。
在科比的第二個賽季中，他獲得更多的上場時間。最終科比的場均得分提高一倍多，從每場比賽的7.6分升至15.4分。當湖人「打小球陣容」時，科比的上場時間會增加，這意味著科比通常會改打小前锋。科比是NBA年度最佳第六人的亞軍，並且通過球迷投票成為聯盟歷史上最年輕的NBA全明星赛先發球員.。他與隊友奧尼爾、范埃克塞尔和瓊斯一同入選，這是自1983年以來第一次，同隊的四名球員被選中參加同場全明星賽。科比的場均15.4分是該賽季中所有非先發球員中得分最高的。
1998-99賽季，科比成為了聯盟首屈一指的後衛。在先發後衛范埃克塞尔和瓊斯被球隊交易後，科比在因勞資糾紛停只打50場的賽季全部先發。在賽季中，科比和湖人簽下一份為期六年、價值7000萬美元的延長合約。這使他一直留在湖人，直到2003-04賽季結束。在他職業生涯的早期，體育記者就將他的球技與迈克尔·乔丹和魔术师约翰逊進行比較。然而球隊季后賽的成績並沒有更好，因為湖人在西區半決賽中被聖安東尼奧馬刺橫掃。

### 三連冠（1999年–2002年）

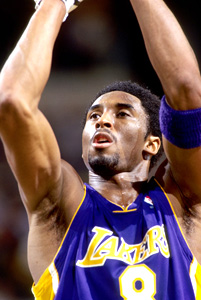
科比於1999年

當菲尔·杰克逊於1999年接任湖人隊的總教練時，科比的命運有所改善。經過多年的穩定改善，科比成為聯盟首屈一指的得分后卫之一，並贏得機會出現在聯盟的All-NBA，如入選全明星賽和最佳防守陣容。在科比和奧尼爾組成有效的中鋒後衛組合，湖人成為冠軍爭奪者。傑克遜利用他在芝加哥公牛贏得六座冠軍時所實施的三角戰術；這個進攻方式幫助科比和奧尼爾晉升為聯盟的佼佼者。連續在2000年、2001年和2002年獲得三座冠軍，進一步鞏固這個觀點。
科比在與華盛頓巫師的季前賽中傷到了手，導致缺陣1999-00 NBA赛季剛開始的六個星期。當科比回歸並打了38分鐘以上的比賽時，他在1999-2000賽季的所有統計數據都有所增長，包括球隊中場均助攻和場均抄截中最高。奧尼爾和科比的二人組以及強大的替補陣容，幫助湖人隊該賽季贏得67場比賽，並列聯盟歷史第五多。其中奧尼爾贏得了最有價值球員，科比入選NBA第二最佳阵容和NBA第一最佳防守陣容（年紀最輕球員獲得防守榮譽）。在季后賽與奧尼爾一同出場的比賽中，布萊恩特表現出色，其中包括在西區決賽對波特蘭拓荒者的第七戰中得到25分、11個籃板、7次助攻和4次阻攻。他還向奧尼爾空中接力（alley-oop）幫助他們贏得比賽和該系列賽。在2000年的總決賽，科比對陣印第安納溜馬，在第二戰的第二節時，他踩到溜馬傑倫·羅斯的腳導致腳踝受傷。羅斯後來承認，他有意將自己的腳置於科比之下。科比沒有重返比賽，他也因此因傷缺席第三戰。在第四戰雖然奧尼爾犯滿離場，但科比下半場砍下22分，帶領球隊在延長賽中取得勝利。當中柯比投進致勝分，使湖人隊以120比118獲勝。湖人在第六戰以116比111贏得了自1988年以來的首座冠軍。
從統計數據上來看，科比在2000-01 NBA赛季的表現與前一年相似，但他場均得分多六分。同年科比和奧尼爾之間的分歧開始浮出水面。科比再次以場均五次助攻的領先球隊。然而湖人只贏56場比賽，比前一年減少11場。但湖人在季后赛中以15勝1負回應他們例行賽的表現。他們在第一輪輕鬆橫掃波特蘭拓荒者。湖人在半決賽橫掃沙加緬度國王。在對國王的第四戰中，科比砍下48分、16個籃板和3次助攻，以119–113贏得系列賽。他們在決賽中橫掃聖安東尼奧馬刺晉級總決賽，雖然在總決賽中第一場的延長賽輸給費城76人，但他們贏得接下來的四場比賽，並把他們的第二座總冠軍帶回洛杉磯。在季后賽期間，科比場均得分來到29.4分、7.3個籃板和6.1次助攻。在季后賽中，隊友奧尼爾表示科比是聯盟中最佳球員。科比最終連續第二年入選NBA第二最佳阵容和NBA第一最佳防守陣容。此外，他還連續第三年入選NBA全明星賽。
在2001-02 NBA赛季，科比職業生涯首次出場80場比賽。2002年1月14日，科比取得職業生涯最高的56分、5個籃板和4次助攻，以120比81擊敗來訪的孟菲斯灰熊。他該季場均得分為25.2分、5.5個籃板和5.5助攻，繼續他的全方位身手。科比也創造職業生涯最高的命中率46.9％，並且場均助攻再次為球隊最高。他在家鄉費城取得31分的成績後獲得了自己的第一個NBA全明星賽最有價值球員，當時他在整個比賽過程中都被球迷們以噓聲伺候，這源於他在前一年總決賽中對上費城76人的第三戰之前，科比回應記者問題時稱「我會挖出你們（費城76人）的心臟」。在再次入選最佳防守陣容的同時，科比還首次入選第一最佳陣容。那一年，湖人贏得58場比賽，在太平洋分區中僅次於沙加緬度國王。2002年3月1日，在湖人戰勝印第安那溜馬之後，科比因為向溜馬雷吉·米勒揮拳遭聯盟禁賽一場。
湖人通往總決賽的道路比前一年還艱難許多。當湖人在季后赛的前兩輪橫掃拓荒者並以4比1擊敗馬刺後，湖人對上沙加緬度國王時沒握有主場優勢。該系列賽被迫打到第七戰，這是湖人自2000年西區決賽以來第一次發生。但是湖人還是擊敗他們的分區對手，並且連續三年挺進總決賽。在2002年NBA總決賽，面對新澤西籃網，科比場均得分為26.8分、命中率51.4％、5.8個籃板和5.3次助攻。23歲的科比成為贏得三座冠軍的最年輕球員。科比的表現引人注目，因他在比賽中第四節的表現而受到稱讚，尤其是季后賽的最後兩輪。

### 功虧一簣（2002年–2004年）

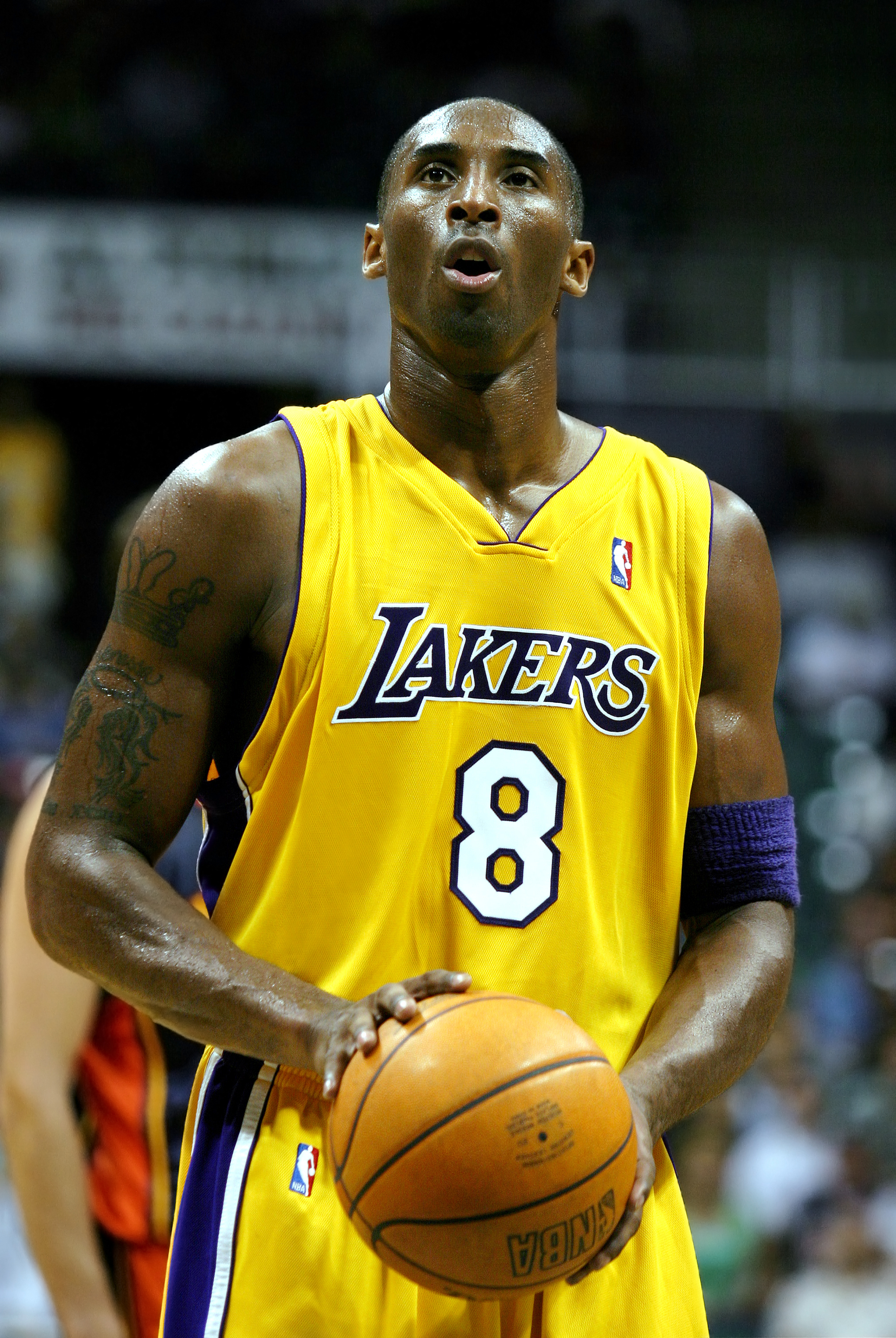
2005年，柯比在罰球線上。

柯比在以87比82輸給來訪的馬刺的2002-03 NBA赛季首場比賽中，攻下27分、10籃板、5助攻和4抄截。11月1日，柯比在以108比93戰勝洛杉磯快艇的比賽中，以33分、15籃板和12助攻完成大三元。2003年1月7日，他在對陣西雅图超音速的比賽中投進12顆三分球，創下NBA單場三分球的紀錄。柯比在整個2月份平均得分為40.6分，其中曾連續9場比賽得到40分或以上。此外他平均每場比賽有6.9籃板、5.9助攻和2.2抄截，都是職業生涯的新高，再次入選NBA最佳陣容和最佳防守第一隊，並在MVP的投票中獲得第三名。湖人隊在例行賽中以50勝32敗的成績結束後，季後賽卻陷入困境，在西區準決賽中六場比賽中輸給最終獲得NBA總冠軍的聖安東尼奧馬刺。
在接下來的賽季，湖人得到NBA全明星球員卡爾·馬龍和加里·佩頓，再一次向NBA總冠軍發動攻勢。但柯比在賽季開始前因性侵案被逮捕，這導致柯比因出庭而錯過一些比賽，或者在出庭後才急忙前往比賽。在例行賽最後一場比賽中，湖人對陣波特蘭拓荒者，柯比投進兩記壓哨球贏得比賽，並幫助球隊拿下太平洋分區冠軍；在第四節時間剩1.1秒時，柯比投進一記三分球將比賽送入延長賽，比賽最終進入第二個延長賽，在這個延長賽中，柯比在時間跑完時投進一記超前三分球，助球隊以105比104戰勝拓荒者。
湖人在以歐尼爾、馬龍、佩頓和柯比組成的先發陣容下，得以打進NBA總決賽，然而他們在五場比賽中被底特律活塞打亂陣腳，後者贏得自1990年以來的第一座總冠軍。在那個系列賽中，柯比平均每場比賽得到22.6分、4.4助攻和命中率35.1%。傑克遜沒有續約作為總教練的合約，總教練一職由鲁迪·汤姆贾诺维奇接手。歐尼爾被交易到邁阿密熱火，換來拉马尔·奥多姆、卡隆·巴特勒和布莱恩·格兰特。交易完成的隔天，柯比婉拒洛杉磯快艇的報價，並與湖人重新簽訂一份為期七年的續約合約。

### 得分紀錄和季後賽失利（2004年–2007年）
柯比在2004-05賽季受到外界嚴厲的審視和批評，他的名譽因前一年發生的所有事情而嚴重受創。該年傑克遜出版個人著作《最後賽季：一支隊伍找尋自身的靈魂》，這本書詳述湖人在前一季的動盪不安，並提出一些對柯比的批評；在書中傑克遜稱柯比是「難以受教（un-coachable）」。球季中段，湯加諾維奇突然辭去湖人總教練的職務，理由是健康問題復發和精疲力盡。湖人剩餘賽季的執教權就落到助理教練弗兰克·汉伯伦的手中。儘管柯比以場均27.6分成為聯盟第二得分王，但湖人以34勝48負的戰績與季後賽擦肩而過，過去十年來首次錯過季後賽。這一年標誌著柯比在NBA的整體地位下降，因他沒有入選NBA最佳防守陣容，還從NBA第一最佳陣容降級到NBA第三最佳陣容。在這個賽季，柯比還與馬龍和雷·阿伦等人公開交惡。
2005-06 NBA赛季是柯比籃球生涯的轉捩點。傑克遜與柯比盡棄前嫌，再度回任湖人總教練一職，柯比認可此舉動，而從各方面來看，兩人第二次合作得很好；帶領湖人重新回到季後賽。2005年12月20日，在對陣達拉斯小牛的比賽中，柯比僅上場三節便得到62分，大勝小牛全隊前三節總得分61分，這也是自投籃計時鐘引進以來，唯一一次有球員在三節比賽中達到此成就。2006年1月16日，當湖人對陣邁阿密熱火時，柯比和奧尼爾在賽前的握手和擁抱成為頭條新聞，這代表著他們之間的分歧已經發生變化。在一個月後的2006年NBA全明星赛上，兩人被看到目擊一同大笑。
2006年1月22日，柯比在以122比104戰勝多倫多暴龍的比賽中得到職業生涯新高的得分81分，除了打破之前由埃尔金·贝勒創下的71分紀錄外，柯比的81分也是NBA歷史上第二高的得分紀錄，僅次於張伯倫在1962年的100分；張伯倫在那場比賽中多次被隊友餵球內線投籃，而柯比則是自行創造出投籃機會-主要是在外線投籃，湖人在半場時還落後14分，直到第四節才將比分拉開。張伯倫那個時代的比賽節奏更快，得分機會更多，在費城以169比147戰勝湖人的比賽中，張伯倫的得分占了球隊得分的59% ，而柯比的得分占了湖人122分的66%。在同一月份，柯比也成為自1964年以來首位連續四場比賽得分達到45分或以上的球員，與張伯倫和貝勒一同共享該成就，在該月份，柯比的單月場均得分為43.4分，是聯盟歷史上單月場均得分第八高的球員，僅次於張伯倫（前七名的紀錄皆為張伯倫所創）。2005-06賽季結束時，柯比創下湖人單賽季得分40分以上的次數記錄（27次）和總得分紀錄（2832分），他以場均35.4分首次贏得聯盟得分王，並成為聯盟歷史上第五位單賽季場均得分至少35分的球員。柯比在2006年NBA最有价值球员的投票中排名第四，但他獲得22張第一名的選票，僅次於該季得主史蒂夫·纳什。

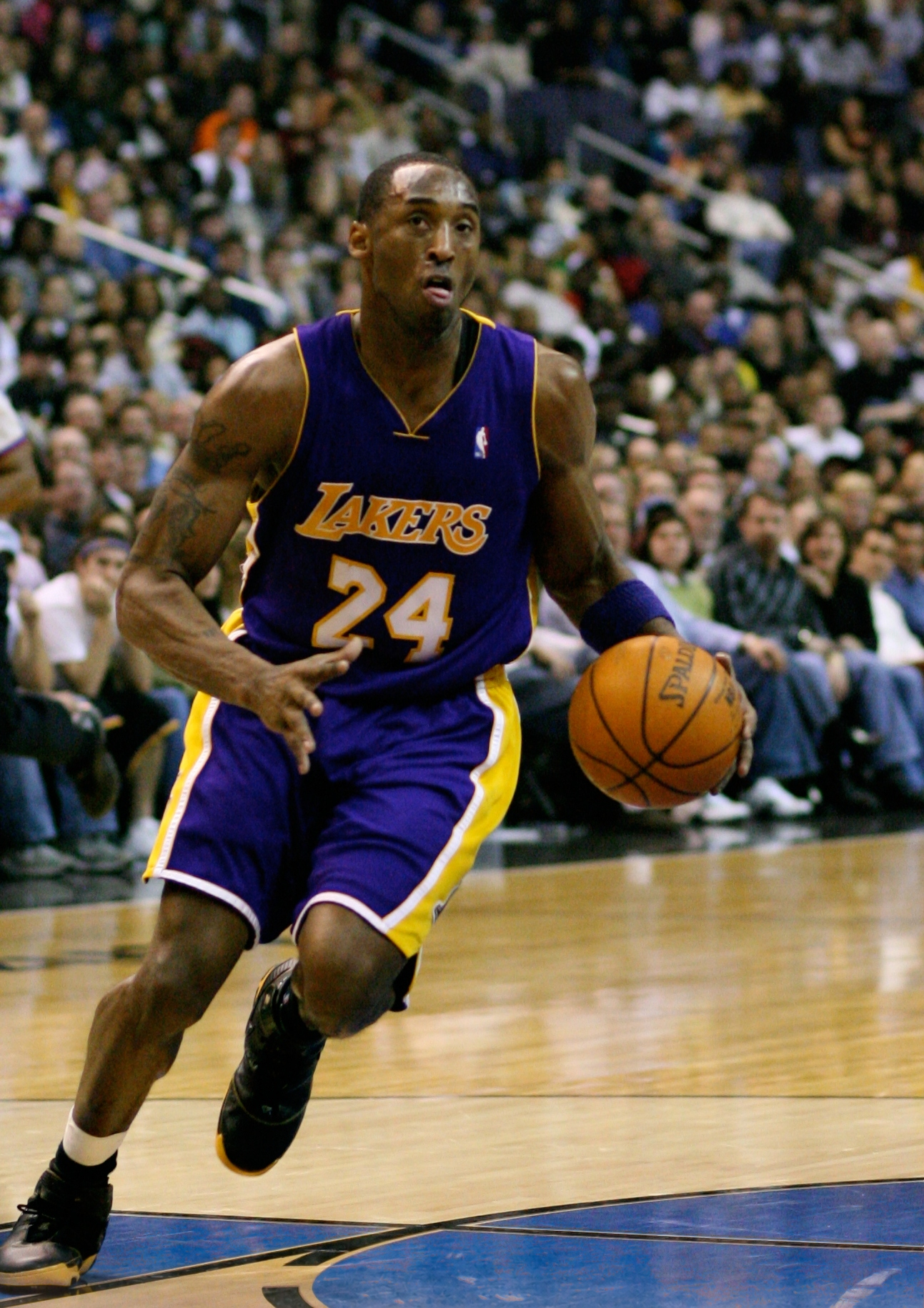
科比向籃下運球。

在賽季後期，有報導指柯比將於2006-07 NBA赛季開始時將球衣號碼從8號改為24號。柯比在高中時的第一個球衣號碼為24號，之後才換成33號。在湖人的賽季結束後，柯比在TNT上表示，他在新秀賽季時就想要33號，但是33號隨著卡里姆·阿卜杜勒-贾巴尔退役而無法使用。柯比在愛迪達ABCD訓練營的背號穿143，而將這些數字相加就變成8。在季后賽首輪，湖人起初表現得很好，以3比1領先對陣菲尼克斯太陽的系列賽；第四戰中，柯比於加時賽的強攻和致勝球將比賽推向高潮。在第六戰中，湖人於加時賽中以126比118輸給太陽，儘管柯比在系列賽中場均得分為27.9分，但湖人還是在第七戰敗給太陽。其中第六戰柯比共35投20中得到50分卻輸掉比賽，而第七戰以121比90輸給太陽的比賽中，科比在下半場只投中三球，這讓他保受批評。
2006-07 NBA赛季，科比入選個人第九次全明星賽；2月18日，他在全明星賽中得到31分、6助攻和6抄截，獲得職業生涯第二座全明星賽MVP。在這個賽季中，科比在球場上發生多起事件。1月28日，科比在試圖使用跳投吸引對手犯規時揮動到手臂，手肘擊中聖安東尼奧馬刺後衛马努·吉诺比利的臉部。經過聯盟的事後檢視，科比在隨後於麦迪逊广场花园對陣紐約尼克的比賽中被禁賽。聯盟給出的禁賽理由是：科比在向後揮動手臂時有一個「不自然的動作」。3月6日，他似乎又重複這個動作，這次他擊中明尼蘇達森林狼後衛马科·雅里奇。3月7日，NBA給予科比第二次停賽一場的處份，在3月9日的回歸首場比賽，他肘擊凯尔·科沃尔的臉部，事後被追溯為一級惡意犯規。
3月16日，科比在主場對陣波特蘭拓荒者的比賽中得到賽季新高得分65分，幫助湖人結束七連敗。這是他職業生涯11年中第二高得分紀錄。在客場對陣孟菲斯灰熊隊的比賽得到60分的下一場比賽，科比在對上明尼蘇達森林狼時攻下50分，成為湖人第二位連續三場得分超過50分的球員，這是自1987年喬丹以來的第一位球員達成，湖人隊史另一位達成該成就的球員是貝勒，他在1962年12月的三場比賽中也是連續三場得分超過50分。隔天對陣新奧爾良/俄克拉荷馬城黃蜂的比賽中，柯比攻下50分，成為聯盟歷史上第二位連續4場得分為50分的球員，僅次於張伯倫，後者曾達成兩次（5次、7次）。在這一年中，柯比一共打出10場得分50分以上的比賽，僅次於張伯倫，柯比也贏得個人的第二座得分王，整個2006-07賽季，他的球衣成為美國和中國最暢銷的NBA球衣。不少記者將銷量的提升歸功於柯比的新背號，以及他在球場上持續地展現全明星球員的表現。在2007年NBA季后赛，湖人於首輪系列賽中再次被菲尼克斯太陽以4比1淘汰。

### 重返榮耀（2007年–2010年）

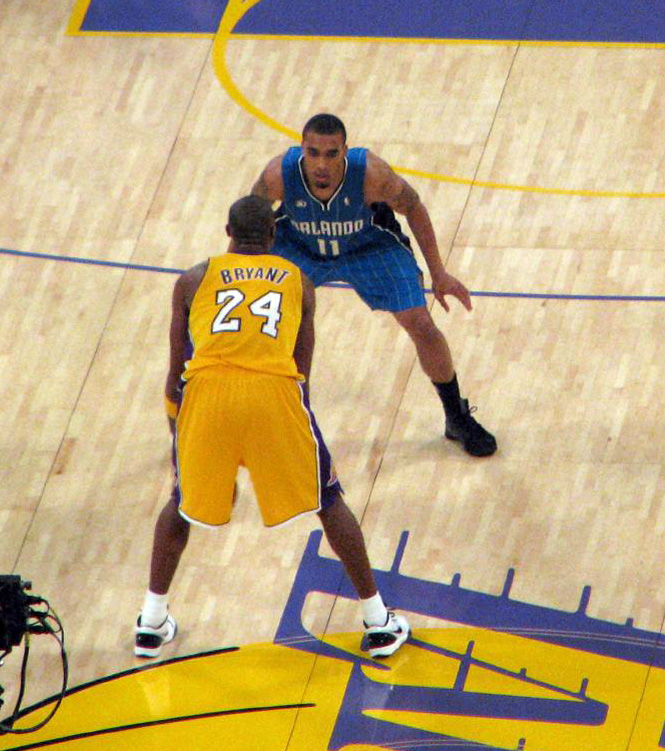
科比·布莱恩特持球面对考特尼·李

2007-08賽季開始後，隨著球隊成績不斷上揚以及一眾先發──尤其是年輕中鋒安德鲁·拜纳姆──及替補隊友皆有顯著進步，有關科比的交易謠言日漸減少，而科比本人雖無正式收回他的交易要求，但也曾表示他「非常喜歡繼續在湖人隊打球」。賽季期間，科比再次刷新紀錄：最年輕達到20000分的球員，不但是NBA史上第三十一位，同時亦是史上第三位能在30歲前創出此成績之球員；後來又成為史上第十六位得到21000分和4000助攻的球員。2月，湖人隊用中鋒夸梅·布朗向曼菲斯灰熊隊要來禁區猛將保罗·加索，回應了科比在去年年中提出的責難，而湖人得到強而有力的內線奧援保罗·加索後，更表示有信心重奪失落的總冠軍。季末湖人先後重奪太平洋組及西區第一的位置，在保罗·加索的幫助之下，讓科比得到了職業生涯中唯一的NBA最有價值球員獎項。在該季季後賽中，湖人先後以4:0、4:2、4:1擊敗丹佛金塊、猶他爵士和圣安东尼奥马刺，這也是科比在作為球隊領袖後第一次闖進总決賽。可惜最终球队于2-4的总比分敗給波士顿塞爾提克。
2008-09赛季，湖人在常规赛取得了西区第一，全联盟第二的战绩，并再度进入总决赛，最後以4-1的戰績击败奥兰多魔术，而科比則如願以償第一次獲得总决赛MVP。
2009-10赛季，湖人目標挑戰二連霸。2010年11月3日洛杉磯湖人對陣沙加緬度國王時，科比全場上場36分鐘，以37527分鐘超越了前湖人名將卡里姆·阿卜杜勒-贾巴尔的37492分鐘，成為湖人隊史出場時間最多的球員。2010年1月21日，洛杉磯湖人客場對陣克里夫蘭騎士隊時，科比在第二節靠著一記罰球成為NBA歷史上第15位得到25000分的球員。並且以31歲151天取代張伯倫的31歲186天，成為史上最年輕得到25000分的球員。2010年2月1日，科比在客場出戰灰熊一役中狂砍了44分，而在第3節還剩4分13秒，科比以一記快攻灌籃，成功超越「傑瑞.威斯特」（Jerry West）的25192分，成為湖人隊史總得分王。而在此賽季時，科比共6度投進關鍵球，其中更在邁阿密熱火隊後衛閃電俠韋德的防守下投進絕殺三分。最後湖人队在常规赛取得西区第一，连续3次进入总决赛，并以4-3的总比分击败波士頓塞爾提克，科比·布萊恩再次获得总决赛MVP。數據:28.6分、8籃板、3.9次助攻、2.1次抄截、命中率40.5%。
2010年7月，科比进行生涯的第三次膝盖内窥镜手术，并于2010年十月初复出，术后首演参加于伦敦。

### 角逐第六座總冠軍（2010年–2013年）
2011年，湖人隊要再次挑戰三連霸。而科比在這一年的出場時間是自從成為球隊先發後最少的一年。不過科比仍有平均25.3分、5.1籃板和4.7助攻的表現。湖人則以西區第二進入季後賽。但在第二輪對陣诺维斯基领衔的達拉斯小牛隊時，以0-4慘敗給小牛隊，讓湖人挑戰三連霸夢碎。
2012年，由於NBA發生了史上第二次的封館事件，導致眾多球星於休賽期間參加了全美各地舉辦的業餘聯賽。科比參加了由洛杉磯當地德魯聯盟（Drew League）所舉辦的聯賽。科比在這場比賽得到了全場最高的45分。而湖人隊在之後爭取明星後衛克里斯.保羅（Chris Paul）的交易上失利，又被迫交易掉二連霸時期老將拉瑪.奥多姆（Lamer Odom），使得湖人隊今年並不被看好。ESPN則將科比在上一季的表現評比為現役第七。而科比在季前熱身賽中，遭到了洛杉磯快艇隊的中鋒迪安卓.喬丹的封蓋時，傷到了右手腕。
2012年1月11日，對陣鳳凰城太陽時，科比得到了48分，更在之後五天四戰內連續四場攻下40+。
2012年2月7日，對陣費城76人隊時，科比超越了昔日的老隊友沙奎尔·奥尼尔，成為NBA歷史上總得分第五。對於科比的成就，不只湖人傳奇魔術強森（Magic Johnson）認為科比為「湖人史上最偉大球員」，就連過去和科比勢同水火、目前已退休擔任TNT球評的沙奎爾·奥尼爾也向科比送上恭賀：「我想要親自恭喜Kobe成為史上最偉大的湖人球員，他的一切偉大成就都是靠著自身的努力得來的。我記得他在18歲時對我說過他要成為湖人隊史最偉大的球員，同時也要成為籃球史上最偉大的球員之一，事實證明他可沒有胡說八道。我深深以他為榮，最重要的是我想感謝他當年和我組成NBA史上最具主宰力的雙人組合，我們的OK組合前無古人、後無來者。」對於昔日老隊友的恭賀，科比回應說，「我想謝謝他，我相信自己和Shaq有一天能夠一笑泯恩仇，一起回顧當年在湖人立下的豐功偉業。那段時光真的很有趣，我們的光輝歲月，現在我只想對他（O'Neal）說聲謝謝。」而科比在此季再一次的入選NBA明星賽，這是他生涯第十四次入選NBA明星賽，追平了凱文.賈奈特成為現役第一。
2012年2月27日，科比在明星賽中得了27分，讓他生涯在NBA明星賽中的總得分來到271分，超越麥可.喬丹成為NBA歷史上總得分第一。但科比在明星賽的一次上籃中，遭到閃電俠韋德弄傷鼻梁。在經過賽後的檢查後，發現了科比的鼻梁有骨折的情形，並且還有些輕微的腦震盪。在2012/3/1日對陣明尼蘇達灰狼隊的比賽時，科比以面具俠的造型出場，並攻下了31分、7籃板和8助攻。在2012/3/5日對陣邁阿密熱火隊時，科比則攻下了33分，使湖人隊得到勝利。
2012年3月10日，對陣明尼蘇達灰狼隊，科比全場得到了34分，而他的生涯總得分也來到了29022分，成為NBA歷史上最年輕得到29000分的選手。
2012年3月14日，對陣曼斐斯灰熊時，33歲科比全場上場52分鐘，攻下了34分。而在季末的最後一場比賽，科比只要得分在38分以上，就可打敗凱文.杜蘭特（Kevin Durant）獲得得分王。但科比最後選擇不出賽，而以0.01分的些微差距錯失了得分王。在第一輪季後賽中，洛杉磯湖人隊和丹佛金塊雖纏鬥到了第七場，最後仍挺進第二輪。但在第二輪季後賽中，湖人隊以1-4敗給了年輕的奧克拉荷馬市雷霆隊。科比則有二輪共有7場比賽得分超過30分，2場得分超過40分的不錯表現。季末的年度最佳陣容的票選中，科比獲得了年度防守第二隊和年度第一隊的殊榮。而這是科比生涯第10次入選年度第一隊，追平了籃球之神「麥可.喬丹」（Michael Jordan），僅次於郵差「卡爾.馬龍」（Karl Malone）的11次。在「NBA首屆社群媒體大獎」中，科比得到了「推特話題獎」和「按讚獎」兩項獎項。
在2012年的自由市場開市後，湖人先是透過交易得到了鳳凰城太陽隊的明星控衛史蒂夫·纳什，又和騎士隊2度入選明星賽的前鋒安托万·贾米森簽下一年合約。而之後更是透過四方交易得到了德怀特·霍华德，讓科比有機會於球季挑戰個人生涯的第六冠。
2012年11月3日，湖人隊同城勁旅快艇隊的比賽中，科比在比賽中超越了湖人傳奇魔術強森（Magic Johnson），成為湖人隊史抄截王。但球隊卻在34年後再次遭開季三連敗，開季戰績為1勝4負後，主教练米克·布朗被辭退，取而代之的是麥克·狄安東尼。实际上，球迷对这项交易颇感不解和不满。因为在签下德安东尼之前，湖人曾与曾经的功勋教练菲尔·杰克逊取得联系，后者表示愿意执教。然而，由于湖人队老板小巴斯对杰克逊积怨已深，担心因杰克逊的到来使自己失去对球队的控制权（杰克逊同时也是小巴斯的姐姐、珍妮·巴斯的男友），最终选择德安东尼，希望他能与爱徒纳什重现太阳队的跑轰战术。然而不曾想湖人队开局奇差，一度有无法进入季后赛的风险。
2012年12月6日，湖人對紐奧良黃蜂，科比在此場比賽中獲得29分，生涯總得分突破三萬分，在NBA史上位居第五，次於「天勾」賈霸、「郵差」馬龍、「籃球之神」喬丹及「上古神獸」張伯倫。先前最年輕突破三萬分紀錄是張伯倫的35歲又179天，他則是34歲又104天，成為史上最年輕破三萬分的記錄者。
經歷17勝25負的開季後，狄安東尼把科比和纳什的位置調換，前者任進攻發電機，後者則成為射手。
2013年，科比以150多萬票再次成為明星賽人氣王，而科比更是連續第15次入選NBA明星賽，創造了NBA新紀錄。而在2月2日對陣明尼蘇達灰狼時，科比超越了大O（Oscar Robertson），成為NBA史上罰球命中數第三。2013年2月25日，湖人對陣達拉斯小牛，科比單場拿下了38分，並且成為NBA史上最年輕得到31000分的球員。2013年3月7日，科比用42分12助攻7籃板的表現，逆轉一度落後25分的比賽。
2013年3月31日，對戰沙加緬度國王，湖人隊以103：98逆轉。科比生涯總得分31434分，超越威爾特·張伯倫（Wilt Chamberlain），成為NBA史上第四名。
截止2013年4月，科比为了使湖人队进入季后赛，在纳什及慈世平的缺席情况下，每场比赛都減少休息，在场上进行组织，期望能赢取比赛进去季后赛。2013年4月11日，34歲的科比全場打滿48分鐘，攻下47分8籃板5助攻4阻攻3抄截，幫助湖人擊退波特蘭拓荒者。
2013年，4月13日对战金州勇士队，科比上场45分钟，21投9中得到34分。但在比赛还剩下3分06秒时受伤，带伤罚中两球扳平比分后离场，赛后核磁共振检查发现科比的阿基里斯腱撕裂，此次受伤讓科比无法再达到之前的运动能力，4月13日当天进行了阿基里斯腱修复手术，预计要休战6-9个月。
湖人在2013年季後賽第一輪遭到馬刺4比0橫掃出局。

### 傷病困擾（2013年–2015年）

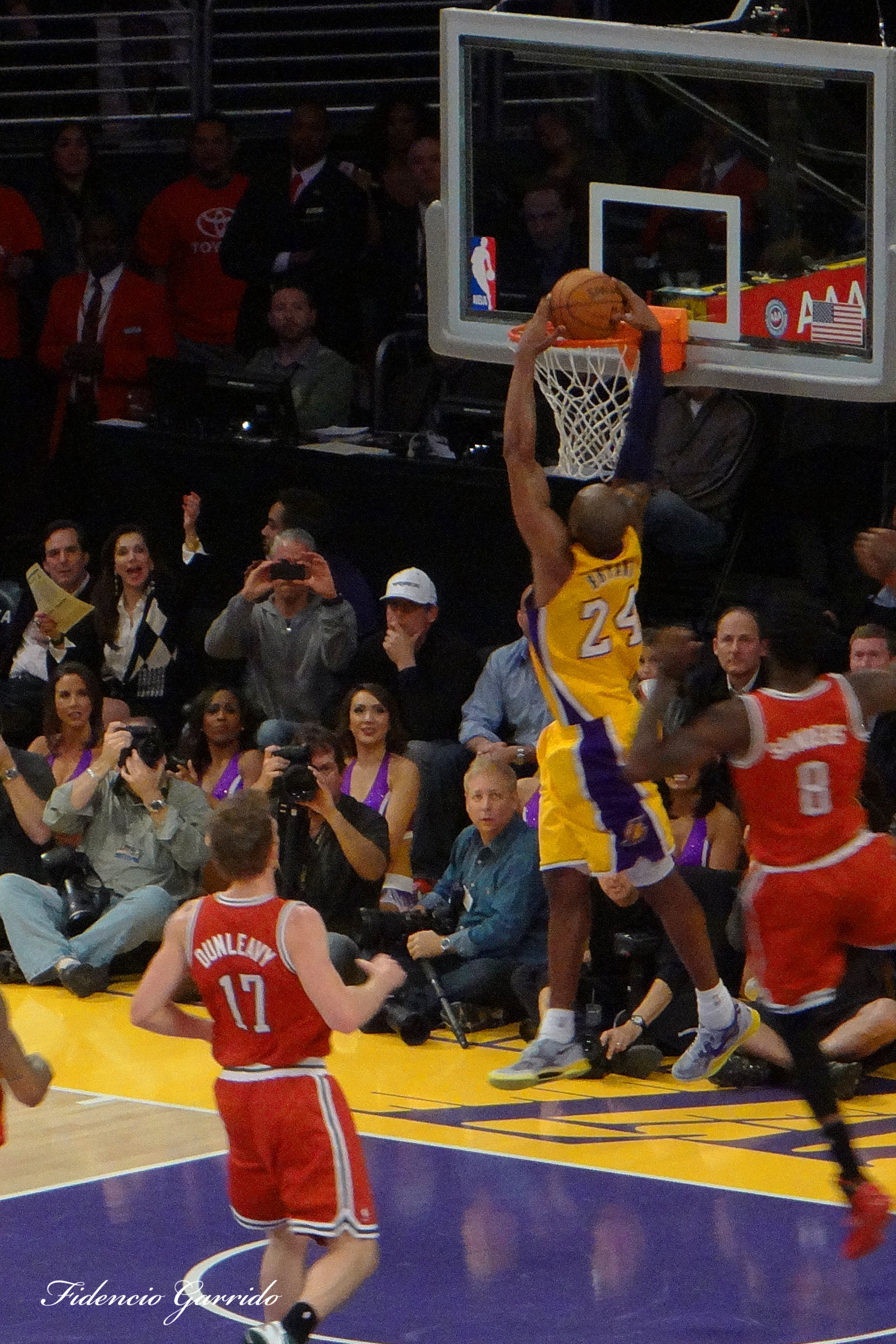
科比的灌籃

2013年12月7日，科比經過長達將近九個月的復健，於此日正式宣佈復出。12月9日，35歲的科比對陣暴龍正式亮相，剛復出的他得到了9分8籃板4助攻，同時也有8失誤，最終湖人是以94：106落敗。
2013年12月18日，距前次受傷歸隊不到半個月，科比再度於對戰灰熊時，因左膝脛骨平台骨折（fracture of lateral tibial plateau）進入傷兵名單，至少需休養6週。2014年科比今年16度入選明星賽，但是因受傷由休士頓火箭隊的詹姆斯·哈登遞補明星賽。
2013-14赛季，科比总共出战6场比赛。赛季结束湖人队大前锋保罗加索尔离队。至此，湖人队二连冠总冠军阵容仅剩科比一人。
2014年11月12日，湖人對灰熊，湖人最後以102：107落敗。科比26投10中，獲28分，全場最高，另有7籃板、6助攻、4抄截。此次比賽，科比生涯出手次數達24535次，超越麥可·喬登，居NBA歷史第三；失球16次，生涯投籃不進總數達13421次，超越約翰·哈夫利切克之前保持的13417次，成為NBA「打鐵王」。
2014年12月15日，科比在与森林狼的比赛中第2節投進罰球，超越了麥可·喬丹成為了nba歷史得分榜第三（後被勒布朗·詹姆斯超越）。NBA官方暂停比赛，森林狼老板将比赛用球赠与科比。随后的比赛中，乔丹也发出官方聲明以示祝贺。
在2015年1月22日出戰紐奧良鵜鶘時一個切入灌籃使柯比受傷，右肩旋轉肌第3塊肌腱完全撕裂，傷停9個月，他本人表示2015-16賽季可能會是他退休前的最後一個賽季。

### 最終賽季（2015年–2016年）
柯比在2015–16賽季的季前賽恢復身體狀況，但他因小腿受傷錯過最後兩週的比賽。然而柯比還是出賽在新賽季的開幕戰，展開生涯在湖人的第20個賽季，超越约翰·斯托克顿的19個賽季在同支球隊最久的紀錄。11月24日，湖人以111比77輸給勇士後戰績跌至2勝12負，科比在25分鐘中14投1中僅得到4分，這是他職業生涯至少嘗試出手5次中命中率最糟的比賽。12月1日，科比最後一次對上家鄉球隊費城76人，湖人以103比91輸球。

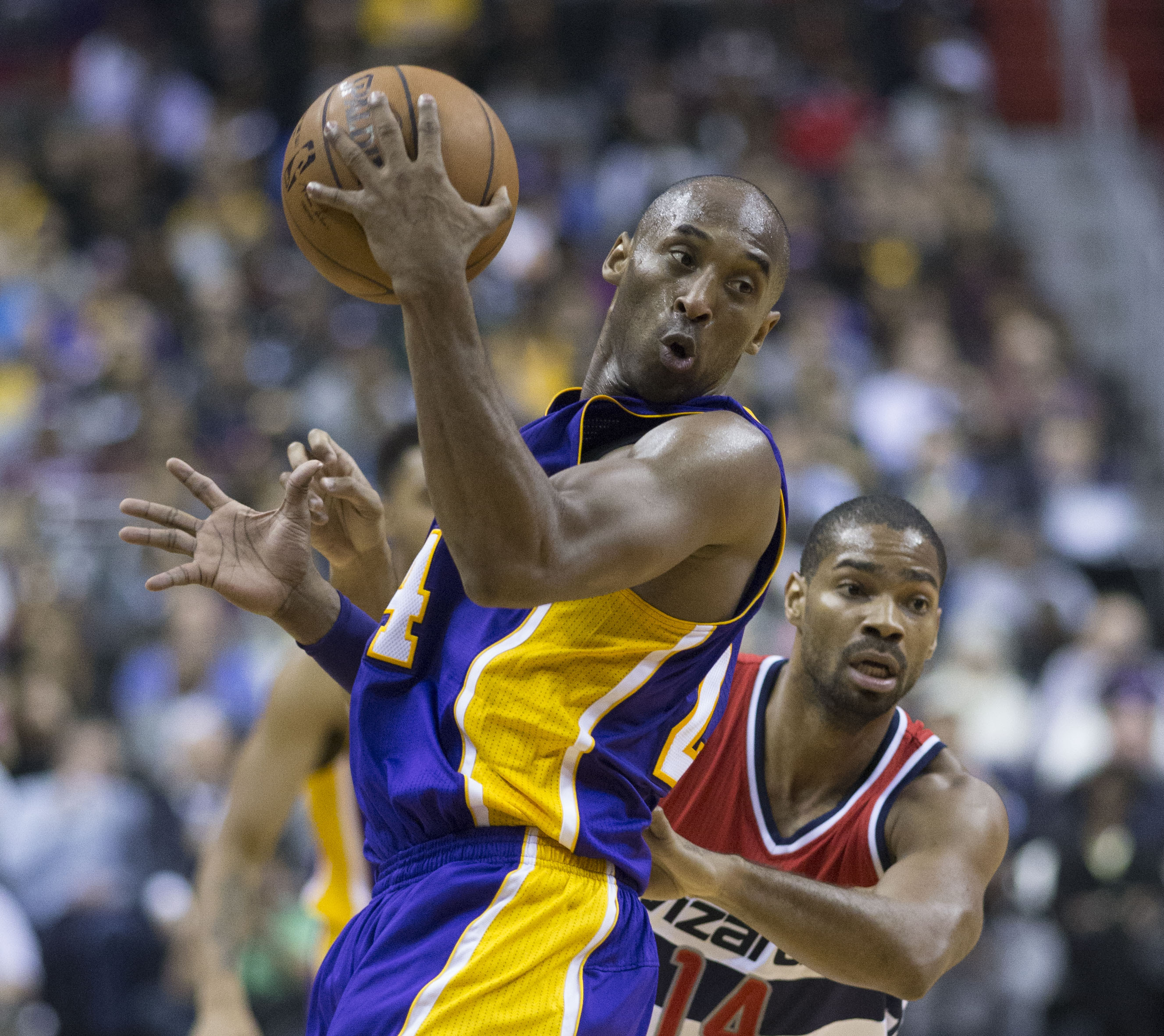
柯比宣布退休聲明後，對上华盛顿奇才的Gary Neal

11月29日，科比透過《球員論壇》宣布他將在本賽季結束後退休。柯比在他命名為《親愛的籃球》的詩中寫道：
|  | 親愛的籃球，當我初次穿上父親短筒襪子的那一刻，然後想像自己在論壇球場投進致勝球。我就明白了一件事：我已深深愛上你了，你給予一位六歲男孩他的湖人夢，為此我永遠愛你，但我無法再如此瘋狂地愛你了，這個球季我已經付出了我的所有。心理上我還能夠接受猛擊，精神上我還能夠承受磨練，但我的身體知道是時候要說再見了，沒事的，我已準備好讓你離開。永遠愛你的科比。 |

同天晚上與印第安納溜馬比賽的賽前，科比發給湖人球迷的一封信中，他寫道：
|  | 您們為我所做的事比我為您們所做的事還要大上許多...我對這座城市、這支球隊以及對你們每個人的愛永遠不會消失。感謝您們給于我這段令人難以置信的旅程。 |

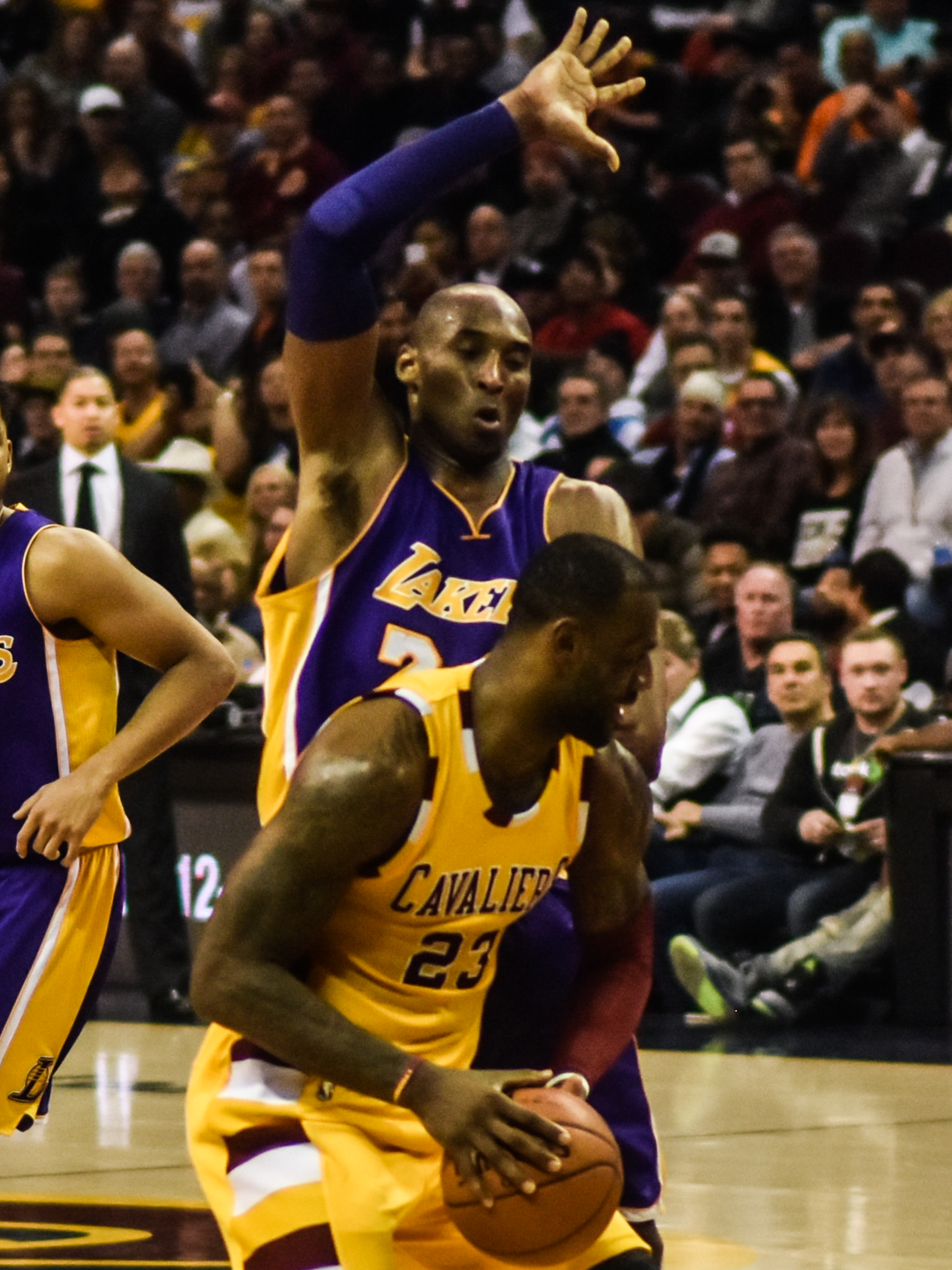
柯比生涯最後一場在克利夫蘭的比賽中，防守著勒布朗·詹姆斯

在宣布聲明的同時，他在球隊上的平均出賽時間30.8分鐘僅次於喬丹·克拉克森、場均出手16.7次、平均每場得15.7分以及生涯最低的命中率31.5％。他的罰球次數比他的生涯平均次數還低，球場上變得過於依賴假傳（pump fake）和遠距離投籃，三分球命中率為聯盟最差的19.5％，平均一場三分出手7次，幾乎是他生涯平均的兩倍。在宣布退休聲明後的記者會上，他承認自己的籃球能力有所退步。他表示「即便我打得很差，但我還是很努力地練習，我會盡力不打那麼差，我對此感到很好」。
科比要求客場比賽中，主場隊伍不要舉行任何以他為名的場上儀式，也不要在公共場合給他任何禮物。在宣布退休聲明之前，柯比已堅定地希望不要疲倦於退休巡迴，他比較喜歡聽到噓聲而不是歡呼聲。儘管如此他還是受到聯盟中各隊的影片致敬和球迷的起立鼓掌，包括過往對他產生敵意的球場，如：費城的富國銀行中心、鹽湖城的生活智能家居球馆、波士頓的TD花园和沙加缅度的睡眠火車球館。以前科比受人尊敬但不為人人所愛，他為他當時所得到的歡呼感到驚訝。
2016年2月3日，湖人以119比115擊敗明尼蘇達灰狼，科比命中七顆三分球並取得賽季新高的38分，包括球隊在比賽最後5分鐘18分當中的14分，這場勝利結束球隊的十連敗，避免球隊創下隊史上最長的連敗紀錄。科比成為第四位37歲以上的NBA球員在場上至少得到35分、5個籃板和5次助攻。科比以190萬張票數領先2016年NBA全明星赛的整體球員，包括斯蒂芬·科里的160萬票。這個賽季他改打小前锋，科比首次被選為前場先發。這是科比自從2013年以來的第一場全明星賽，他得到10分、6個籃板和7次助攻。西區隊友提議餵球給他以試圖讓他再次獲得全明星最有價值球員，但科比婉拒了。4月13日，賽季最後一場比賽兼柯比最終戰，湖人對上爵士，他攻下賽季新高得分60分，成為年紀最老的球員得分至少60分以上。湖人以隊史最差戰績17勝65負結束賽季。

## NBA生涯數據
| † | 表示柯比於該賽季獲得NBA總冠軍 |

### 例行賽
| 賽季     | 球隊       | GP    | GS    | MPG  | FG%  | 3P%  | FT%  | RPG | APG | SPG | BPG | PPG  |
| -------- | ---------- | ----- | ----- | ---- | ---- | ---- | ---- | --- | --- | --- | --- | ---- |
| 1996–97  | 洛杉磯湖人 | 71    | 6     | 15.5 | .417 | .375 | .819 | 1.9 | 1.3 | .7  | .3  | 7.6  |
| 1997–98  | 洛杉磯湖人 | 79    | 1     | 26.0 | .428 | .341 | .794 | 3.1 | 2.5 | .9  | .5  | 15.4 |
| 1998–99  | 洛杉磯湖人 | 50    | 50    | 37.9 | .465 | .267 | .839 | 5.3 | 3.8 | 1.4 | 1.0 | 19.9 |
| 1999–00† | 洛杉磯湖人 | 66    | 62    | 38.2 | .468 | .319 | .821 | 6.3 | 4.9 | 1.6 | .9  | 22.5 |
| 2000–01† | 洛杉磯湖人 | 68    | 68    | 40.9 | .464 | .305 | .853 | 5.9 | 5.0 | 1.7 | .6  | 28.5 |
| 2001–02† | 洛杉磯湖人 | 80    | 80    | 38.3 | .469 | .250 | .829 | 5.5 | 5.5 | 1.5 | .4  | 25.2 |
| 2002–03  | 洛杉磯湖人 | 82    | 82    | 41.5 | .451 | .383 | .843 | 6.9 | 5.9 | 2.2 | .8  | 30.0 |
| 2003–04  | 洛杉磯湖人 | 65    | 64    | 37.6 | .438 | .327 | .852 | 5.5 | 5.1 | 1.7 | .4  | 24.0 |
| 2004–05  | 洛杉磯湖人 | 66    | 66    | 40.7 | .433 | .339 | .816 | 5.9 | 6.0 | 1.3 | .8  | 27.6 |
| 2005–06  | 洛杉磯湖人 | 80    | 80    | 41.0 | .450 | .347 | .850 | 5.3 | 4.5 | 1.8 | .4  | 35.4 |
| 2006–07  | 洛杉磯湖人 | 77    | 77    | 40.8 | .463 | .344 | .868 | 5.7 | 5.4 | 1.4 | .5  | 31.6 |
| 2007–08  | 洛杉磯湖人 | 82    | 82    | 38.9 | .459 | .361 | .840 | 6.3 | 5.4 | 1.8 | .5  | 28.3 |
| 2008–09† | 洛杉磯湖人 | 82    | 82    | 36.1 | .467 | .351 | .856 | 5.2 | 4.9 | 1.5 | .5  | 26.8 |
| 2009–10† | 洛杉磯湖人 | 73    | 73    | 38.8 | .456 | .329 | .811 | 5.4 | 5.0 | 1.5 | .3  | 27.0 |
| 2010–11  | 洛杉磯湖人 | 82    | 82    | 33.9 | .451 | .323 | .828 | 5.1 | 4.7 | 1.2 | .1  | 25.3 |
| 2011–12  | 洛杉磯湖人 | 58    | 58    | 38.5 | .430 | .303 | .845 | 5.4 | 4.6 | 1.2 | .3  | 27.9 |
| 2012–13  | 洛杉磯湖人 | 78    | 78    | 38.6 | .463 | .324 | .839 | 5.6 | 6.0 | 1.4 | .3  | 27.3 |
| 2013–14  | 洛杉磯湖人 | 6     | 6     | 29.5 | .425 | .188 | .857 | 4.3 | 6.3 | 1.2 | .2  | 13.8 |
| 2014–15  | 洛杉磯湖人 | 35    | 35    | 34.5 | .373 | .293 | .813 | 5.7 | 5.6 | 1.3 | .2  | 22.3 |
| 2015–16  | 洛杉磯湖人 | 66    | 66    | 28.2 | .358 | .285 | .826 | 3.7 | 2.8 | .9  | .2  | 17.6 |
| 生涯     | 生涯       | 1,346 | 1,198 | 36.1 | .447 | .329 | .837 | 5.2 | 4.7 | 1.4 | .5  | 25.0 |
| 明星賽   | 明星賽     | 15    | 15    | 27.6 | .500 | .324 | .789 | 5.0 | 4.7 | 2.5 | .4  | 19.3 |

### 季後賽
| 賽季  | 球隊       | GP  | GS  | MPG  | FG%  | 3P%  | FT%  | RPG | APG | SPG | BPG | PPG  |
| ----- | ---------- | --- | --- | ---- | ---- | ---- | ---- | --- | --- | --- | --- | ---- |
| 1997  | 洛杉磯湖人 | 9   | 0   | 14.8 | .382 | .261 | .867 | 1.2 | 1.2 | .3  | .2  | 8.2  |
| 1998  | 洛杉磯湖人 | 11  | 0   | 20.0 | .408 | .214 | .689 | 1.9 | 1.5 | .3  | .7  | 8.7  |
| 1999  | 洛杉磯湖人 | 8   | 8   | 39.4 | .430 | .348 | .800 | 6.9 | 4.6 | 1.9 | 1.3 | 19.8 |
| 2000† | 洛杉磯湖人 | 22  | 22  | 39.0 | .442 | .344 | .754 | 4.5 | 4.4 | 1.5 | 1.5 | 21.1 |
| 2001† | 洛杉磯湖人 | 16  | 16  | 43.4 | .469 | .324 | .821 | 7.3 | 6.1 | 1.6 | .8  | 29.4 |
| 2002† | 洛杉磯湖人 | 19  | 19  | 43.8 | .434 | .379 | .759 | 5.8 | 4.6 | 1.4 | .9  | 26.6 |
| 2003  | 洛杉磯湖人 | 12  | 12  | 44.3 | .432 | .403 | .827 | 5.1 | 5.2 | 1.2 | .1  | 32.1 |
| 2004  | 洛杉磯湖人 | 22  | 22  | 44.2 | .413 | .247 | .813 | 4.7 | 5.5 | 1.9 | .3  | 24.5 |
| 2006  | 洛杉磯湖人 | 7   | 7   | 44.9 | .497 | .400 | .771 | 6.3 | 5.1 | 1.1 | .4  | 27.9 |
| 2007  | 洛杉磯湖人 | 5   | 5   | 43.0 | .462 | .357 | .919 | 5.2 | 4.4 | 1.0 | .4  | 32.8 |
| 2008  | 洛杉磯湖人 | 21  | 21  | 41.1 | .479 | .302 | .809 | 5.7 | 5.6 | 1.7 | .4  | 30.1 |
| 2009† | 洛杉磯湖人 | 23  | 23  | 40.8 | .457 | .349 | .883 | 5.3 | 5.5 | 1.7 | .9  | 30.2 |
| 2010† | 洛杉磯湖人 | 23  | 23  | 40.1 | .458 | .374 | .842 | 6.0 | 5.5 | 1.3 | .7  | 29.2 |
| 2011  | 洛杉磯湖人 | 10  | 10  | 35.4 | .446 | .293 | .820 | 3.4 | 3.3 | 1.6 | .3  | 22.8 |
| 2012  | 洛杉磯湖人 | 12  | 12  | 39.7 | .439 | .283 | .832 | 4.8 | 4.3 | 1.3 | .2  | 30.0 |
| 生涯  | 生涯       | 220 | 200 | 39.3 | .448 | .331 | .816 | 5.1 | 4.7 | 1.4 | .6  | 25.6 |

## 國家隊生涯

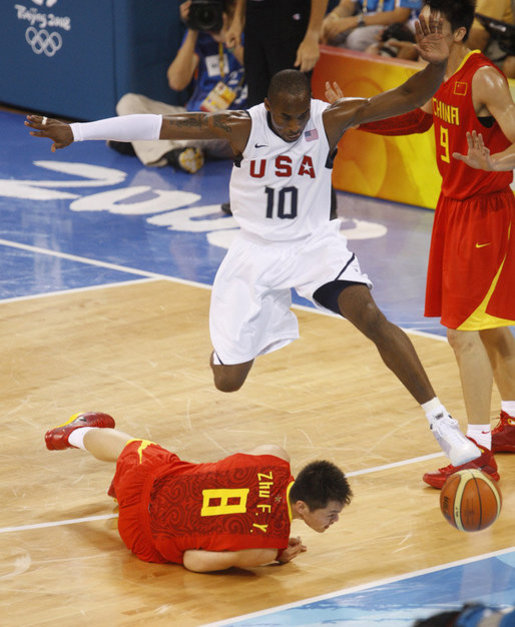
2008年夏季奥林匹克运动会，柯比避免與中国国家男子篮球队球員發生碰撞

柯比因為休賽季要舉辦婚禮，婉拒參加2000年奧運，他同樣婉拒參加2002年世界篮球锦标赛。
2003年，科比最初有入選FIBA美洲冠軍賽球員名單，但在肩膀接受關節鏡檢查和膝關節手術後退出。隔年夏天由於性侵案發生，他不得不退出奧運隊。2006-2008年美國初選球員名單，科比與勒布朗·詹姆斯為入選的首批兩名球員。但是因膝蓋手術無法參加2006年世界籃球錦標賽。
科比的美國國家隊生涯最終從2007年開始。他是2007年美國男子高級國家隊和美國FIBA美洲冠軍隊的成員，國家隊以10勝0負奪得冠軍，並獲得2008年奧運的美國男子籃球參賽資格。在美國FIBA美洲錦標賽的所有10場比賽，科比皆為先發。科比場均成績為15.3分，2.9次助攻，2.0個籃板和1.6次抄截。
2008年6月23日，他入選2008年夏季奧運美國國家隊。這是他第一次參加奧運。隨著美國隊在2008年8月24日的金牌戰中以118-107擊敗西班牙，這是自2000年奧運以來在重大賽事的首枚金牌，科比該場賽事獲得20分，包括第四節的13分和6次助攻。
2012年夏季奧運，科比重返美國國家隊。在贏得另一枚金牌後，科比決定從國家隊退役。科比共參加三個賽事，以26勝0負戰績和每次賽事均獲得金牌後結束國家隊生涯。

## 球員資料

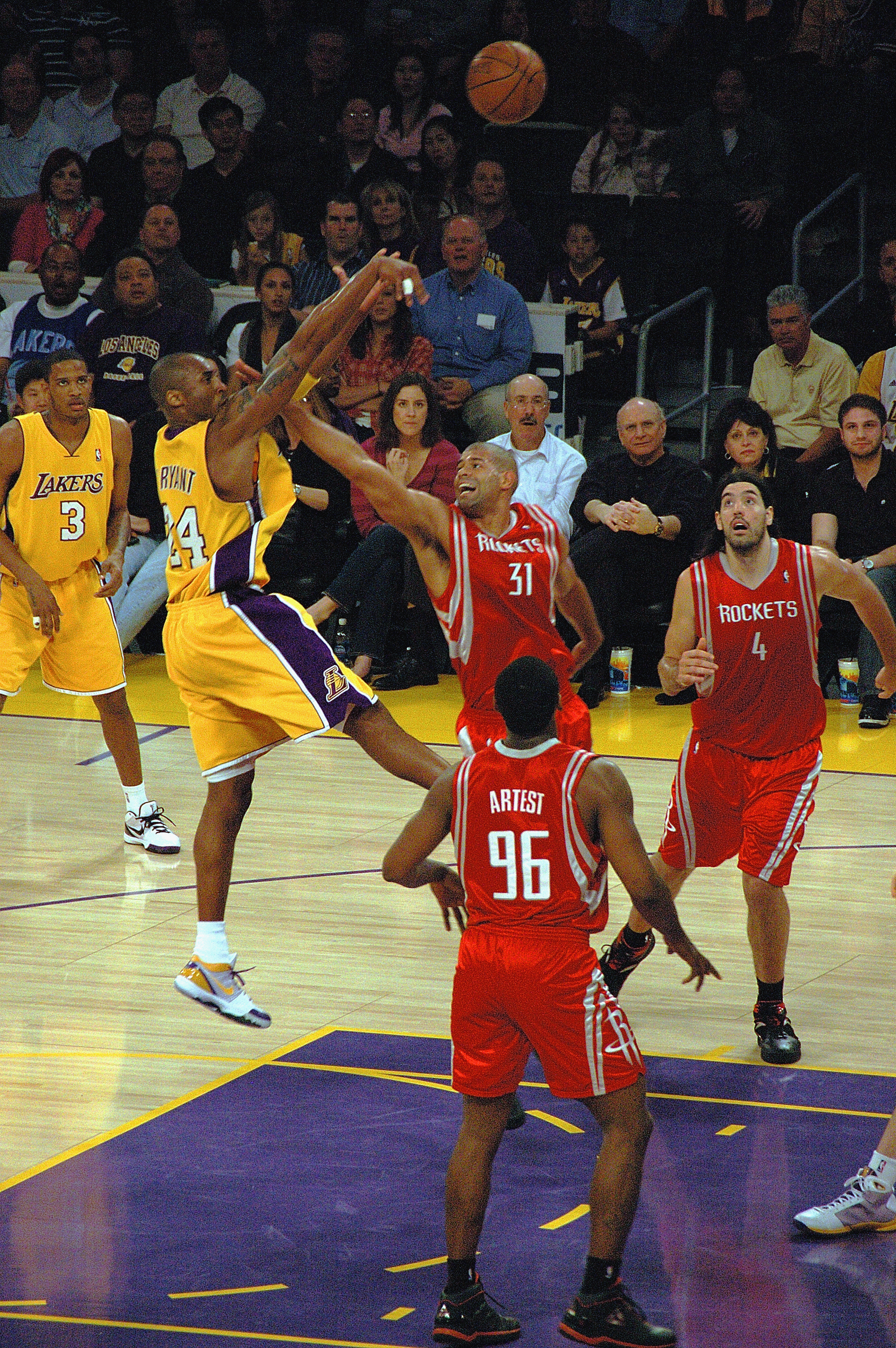
2009年柯比在肖恩·巴蒂尔防守下后仰投篮

柯比場上主要打的位置是得分后卫。他的身高為6英尺6英寸（1.98）、體重為212磅（96），雖然柯比說過他自己身高是6英尺4英寸（1.93）或穿著鞋子「可能」只有6英尺5英寸（1.96）。他經常被舉例為NBA中最危險的射手之一。柯比常常被拿來和喬丹相比，而柯比的籃球動作就是參仿自喬丹，比如最知名就是喬丹的后仰投篮。《運動畫刊》的克里斯·巴拉德（Chris Ballard）描述柯比另一個知名的籃球動作是「刺探並急停」（jab step-and-pause）：柯比使用非軸心腳向前刺探促使防守者鬆懈，但會突然收回非軸心腳而拉開與防守者的距離以能順利得分。
柯比因能在比分接近的關鍵時刻順利投籃進球而為自身建立聲望，儘管他被包夾或是三夾，並被公認為是聯盟最出色的絕殺球員（premier closers）之一。一份在2012年對NBA球隊總經理的年度調查中，科比連續10個賽季被選為總經理希望關鍵時刻出手的球員。柯比樂於當籃球場上的惡棍，並且陶醉於球迷因他的表現而發出的噓聲或沉靜。他的高難度進球能力也引起對他出手選擇的批評。他的整個職業生涯，科比因個性自私、是一名需大量出手的射手而被貶損；柯比職業生涯中投籃沒進總數超過聯盟歷史上任何其他球員。曾執教科比多年的菲尔·杰克逊表示，科比「傾向於強迫行為（force the action），尤其在比賽進展不佳的時候。當他的投籃不順暢時，科比會埋頭苦幹直到運氣好轉為止」。根據柯比自身說法：「我寧願30投0中，而不要9投0中；9投0中意味著你擊敗了自己，讓自己在比賽中迷失自我」。
除了他在進攻端的能力外，科比還確立自己作為出色防守球員的地位。科比很少在防守時侵人犯規，他認為這可以保護他的身體並延展他的籃球生涯。一些評論家認為，科比籃球生涯晚年的防守表現大多是基於他的聲譽而不是他的實際表現。
科比還因其運動道德受到稱讚。在他生涯前16個賽季中，他的身體富有彈性，並且經常在因傷病中打球而展現出很高的疼痛閾值。柯比是一位狂熱的球員，他會把對手和隊友成為他的輕蔑對象，且他在場上的投入和表現水平很高，因此許多球員認為很難與他打球。
根據《福布斯》體育記者馬克·海斯勒（Mark Heisler）表示，「大約在2004-2007年間，科比是我見過最不受歡迎（the most alienated）的NBA超級巨星」。然而在沙奎尔·奥尼尔離開湖人後，他帶領湖人獲得兩座冠軍；在此期間，他比以前更像是隊友的良師益友。科比過往的總教練菲尔·杰克逊指出，科比在他執教湖人的第一時期和第二時期最大的區別是，早期的科比通常會向隊友喊「給我該死的球」，而後期的柯比「會擁抱球隊和他的隊友，並在旅途中打電話給他們，邀請他們出門吃飯。好像其他球員現在是他的伙伴，而不是他個人的不重要配角（Spear-carrier）」。

## 球衣號碼
科比過去曾經穿著「8」號和「24」號球衣，科比1996年加入湖人之後，他選擇8號的原因是高中時所穿的33號球衣在湖人已退休，由於科比曾經在Adidas的ABCD訓練營穿過143號背號，就將三個數字加起來，成為了8號球衣。直至2006年改穿24號球衣，2013年科比才公開表示換號的原因，說「選擇24號是為了提醒自己，一天有24小時，每一分鐘都必須努力，不能鬆懈」。
- 8：1996年至2006年湖人的背號。
- 10：2008年夏季奧林匹克運動會、2012年夏季奧林匹克運動會，國家隊的背號。
- 24：高中時候曾穿過，2006年至2016年湖人的背號。
- 33：奪得高中聯賽冠軍那年的背號，父親曾穿過的背號。

## 生涯成就

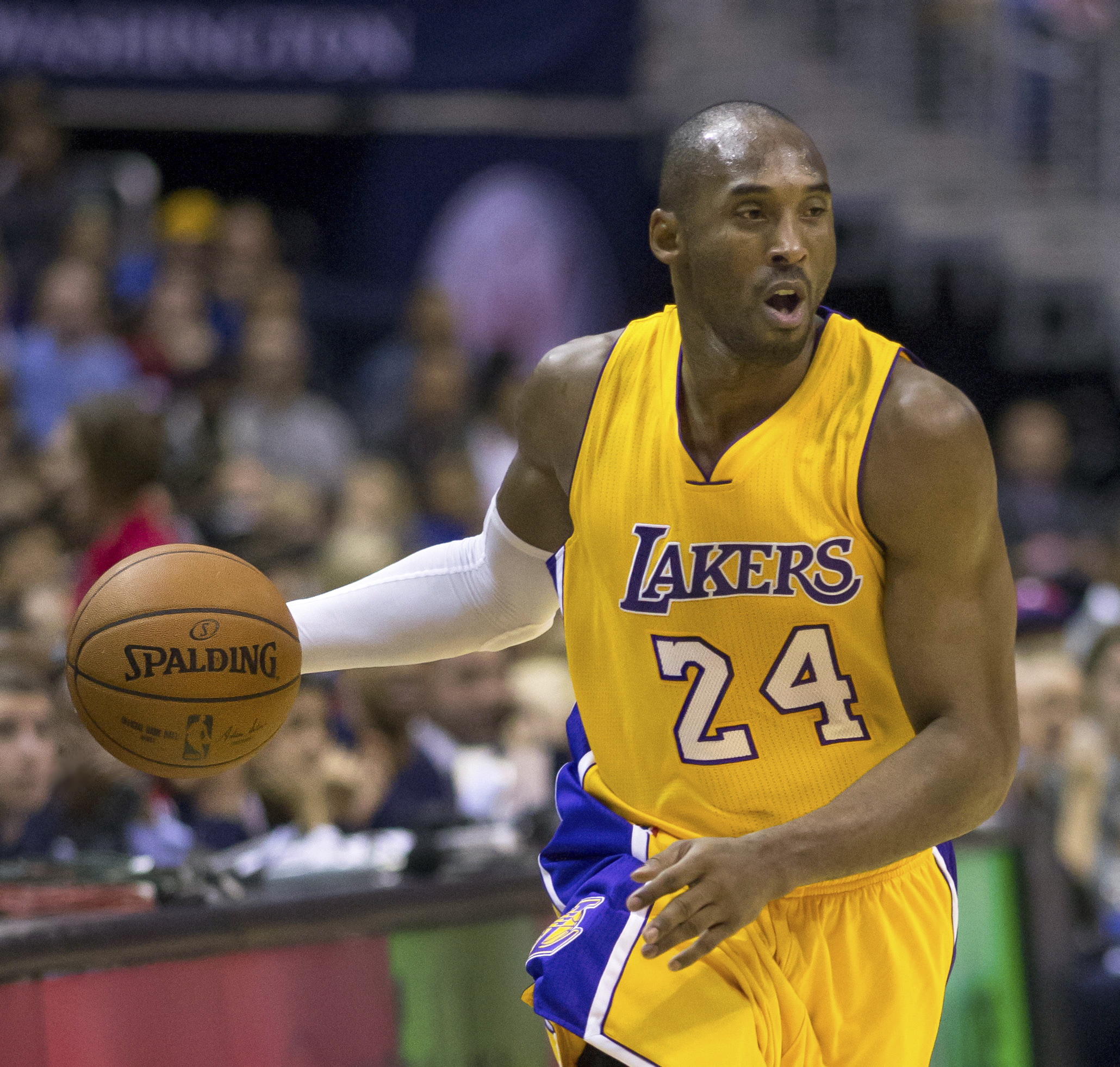
柯比在2014年成為NBA史上第一位球員得分超過30,000分以及送出6,000次助攻時的運球照片

NBA主席蕭華在柯比退休時表示「柯比是聯盟史上最偉大球員之一」，《纽约时报》寫道「他擁有運動史上最華麗的籃球生涯」，《路透社》稱他「可能是他同屆球員中最佳球員」，而Sporting News和特纳电视网都評他為聯盟2000年代代表球員。2008年和2016年，ESPN排名柯比為史上第二偉大得分后卫，僅次於喬丹。球員包括凯文·杜兰特、德克·诺维茨基、德维恩·韦德和德里克·罗斯稱，都將柯比視為他們世代的「喬丹」。《The Press-Enterprise》描述他「也許是湖人史上最偉大球員」。柯比為湖人隊史得分王以及他握有五只冠軍戒追平隊史紀錄。2017年12月18日，湖人退休柯比籃球生涯穿過的8號及24號球衣。
柯比生涯場均成績為25分，5.2籃板，4.7助攻以及1.4抄截。他被視為聯盟史上最完美（the most complete）球員之一。柯比是聯盟第一位得分至少30,000分和送出6,000次助攻的球員，以及四位球員之一得分至少25,000分、抓下6,000籃板和送出6,000次助攻。柯比在2005–06至2006–07賽季榮獲聯盟得分王。2006年，柯比對上暴龍時創下例行賽得分81分，為聯盟史上單場得分第二高，僅次於1962年威爾特·張伯倫的100分。柯比生涯得分至少50分有24場，在聯盟史上排名第三，僅次於張伯倫的118場和喬丹的31場，柯比生涯有6次得分至少60分；他是聯盟歷史上第三位單月平均得分超過40分的球員，并且生涯4次達成此成就。2008年，柯比被票選為NBA最有价值球员，並率領球隊以西區第一種子晉級2008年NBA總決賽。2008年夏季奧運，他以美國國家隊身分榮獲一枚金牌，經常被稱為「救贖隊」。2012年夏季奧運，他榮獲另外一枚金牌。2009年和2010年，他率領湖人奪下兩座冠軍，並兩年都被票選為NBA总决赛最有价值球员。
柯比共入選明賽18次，僅次於卡里姆·阿卜杜勒-贾巴尔的19次，他連續18年入選，每次都是以先發球員上場，其中有四年（2003、2011、2013、2016）是明星賽票選最高票。柯比共四次獲選為NBA全明星賽最有價值球員，和鲍勃·佩蒂特共同保持紀錄。他共入選NBA最佳阵容15次，追平賈霸和蒂姆·邓肯原所保持的紀錄，其中11次入選第一最佳阵容，追平卡爾·馬龍第二多的紀錄。柯比同時共12次入選NBA最佳防守陣容，僅次於邓肯的15次，其中柯比9次入選第一最佳防守陣容，追平由喬丹、凯文·加内特和加里·佩頓共同保持的紀錄。柯比是聯盟史上第一位至少出戰20個賽季的後衛。他也在1997年以史上最年輕身分贏得NBA灌篮大赛。柯比籃球生涯中，得分至少40分有121場，共創下大三元21次。
2020年2月15日，柯比逝世後，NBA主席蕭華宣布聯盟為了紀念柯比，將NBA全明星赛最有價值球員改名為「NBA全明星賽柯比布萊恩最有價值球員」。4月4日，柯比和蒂姆·鄧肯以及凱文·加內特等九人，入選2020年籃球名人堂入選名單。

## 球場外

### 個人生活

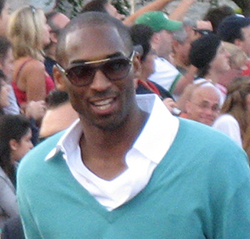
柯比出席《加勒比海盗3：世界的尽头》首映會

柯比是家中三位孩子年紀最輕的，他擁有兩位姐姐，夏莉亞（Sharia）和夏雅（Shaya），並和他們保持緊密的關係直到他逝世。
1999年11月，年僅21歲的柯比和17歲在Tha Eastsidaz音樂錄影帶《G'd Up》中擔任背景舞蹈演員的凡妮莎·萊恩相遇，柯比當時在大樓裡製作他的首張音樂專輯。兩人開始約會，並在半年後2000年5月訂婚。由於凡妮莎仍然在加州亨廷頓比奇Marina高中就讀，為了避免媒體審查，她透過獨立學習完成高中學位。根據凡妮莎的表親萊拉·萊恩（Laila Laine）表示，兩人之間沒有婚前協議書。凡妮莎說科比「太愛她了」。
2001年4月18日，他們在加州达纳角的天主教聖愛德華教堂結婚。柯比的雙親、他的兩位姊姊、他的長期顧問經紀人阿恩·泰勒姆（Arn Tellem）或他的湖人隊友都沒有參加婚禮。科比的父母出於多種原因反對此段婚姻。根據報導，科比的父母對於他年紀輕輕就結婚感到疑慮，尤其結婚對象並非為非裔美國人。這個分歧導致柯比與雙親之間產生疏遠，直到夫妻倆的第一個女兒誕生才結束。
柯比的第一個小孩納塔莉亞（Natalia）出生於2003年1月，這幫助科比和他的父母和解。2005年春天，凡妮莎因為異位妊娠而流产。他們的第二個小孩吉安娜（Gianna）出生於2006年5月。2011年12月16日，凡妮莎提出離婚，理由是雙方不可調和。2013年1月11日，科比和他的妻子都透過社交媒體宣布他們已取消離婚。2016年12月上旬，凡妮莎生下他們的第三個女兒畢安卡（Bianka），並且在2019年6月，夫妻倆迎接他們的第四個女兒卡布莉（Capri）。
科比是一名虔誠的天主教徒。他說該信仰和牧師幫助他度過艱難的時期，例如對性侵案的審判。一位天主教徒領唱說，她受到科比的信仰以及他對她的尊重。科比和他的家人會固定前往位於新港滩的天神之后教堂（Our Lady Queen of Angels Catholic Church）。科比因飛機墜毀而逝世的前幾個小時，他才與吉安娜在那一起接受聖餐禮。
科比會說多種語言，其中他精通英文、意大利文和西班牙文。科比為自己的綽號取為「黑曼巴」（BLACK MAMBA），是因為他希望自己的籃球技術能模仿黑曼巴的能力。在2012-13賽季，他開始稱自己為「葡萄酒」，描述他的籃球打法像優質葡萄酒一樣老化。
2002年1月，科比以400萬美元買下一棟位於新港海岸死路的地中海風格房子，在2015年5月將房子賣掉。
2013年，科比與拍卖行在法律上存在分歧，因為他的母親將他早年的物品拍賣，並從中獲得45萬美元。母親辯稱科比已授予她對他留在家中物品的權利。但是科比的律師要求拍賣行完整歸還物品。在預定的審判前雙方已達成和解，允許拍賣行出售低於10％的物品。科比的父母在書面聲明中表示對於誤解他感到歉意，並感謝科比多年來給予他們的經濟支持。
科比是他的家鄉球隊费城老鹰的終生球迷，也是巴塞罗那、AC米兰和曼彻斯特城的足球迷。
根據《福布斯》，科比從NBA退休前共賺進6.8億美元。

#### 性侵案
2003年夏天，科羅拉多伊格爾郡警方逮捕了科比，因为一位19岁的旅館女服务生报警称被性侵。科比入住该旅館以等待在附近预约的膝盖手术，该女子称在手术前科比在旅馆房间強姦了她。科比交保候审期间与妻子凡妮莎一起召開記者会，承認与该女子发生了婚外性行为，向妻子和公众道歉，但否认性侵，坚称性行为发生的时候双方是自愿的。
该事件使科比的公众形象大受打击。麦当劳和能多益解除了科比的代言合約，科比的球衣销量也因此一落千丈。但2004年9月，因为该女子拒绝在法庭宣誓，因此控方撤销了对科比的指控。随后科比发表公开声明，向该女子道歉并承认错误，在声明中他说：
|  | 虽然我坚信当时我们双方都是自愿的，但是我现在了解到她的感受和我不同，近几个月她的律师和她传递的信息告诉我她当时的感受，她当时并不同意这一行为。 |

该女子同时向科比发起民事诉讼，最终双方私下和解。

### 代言

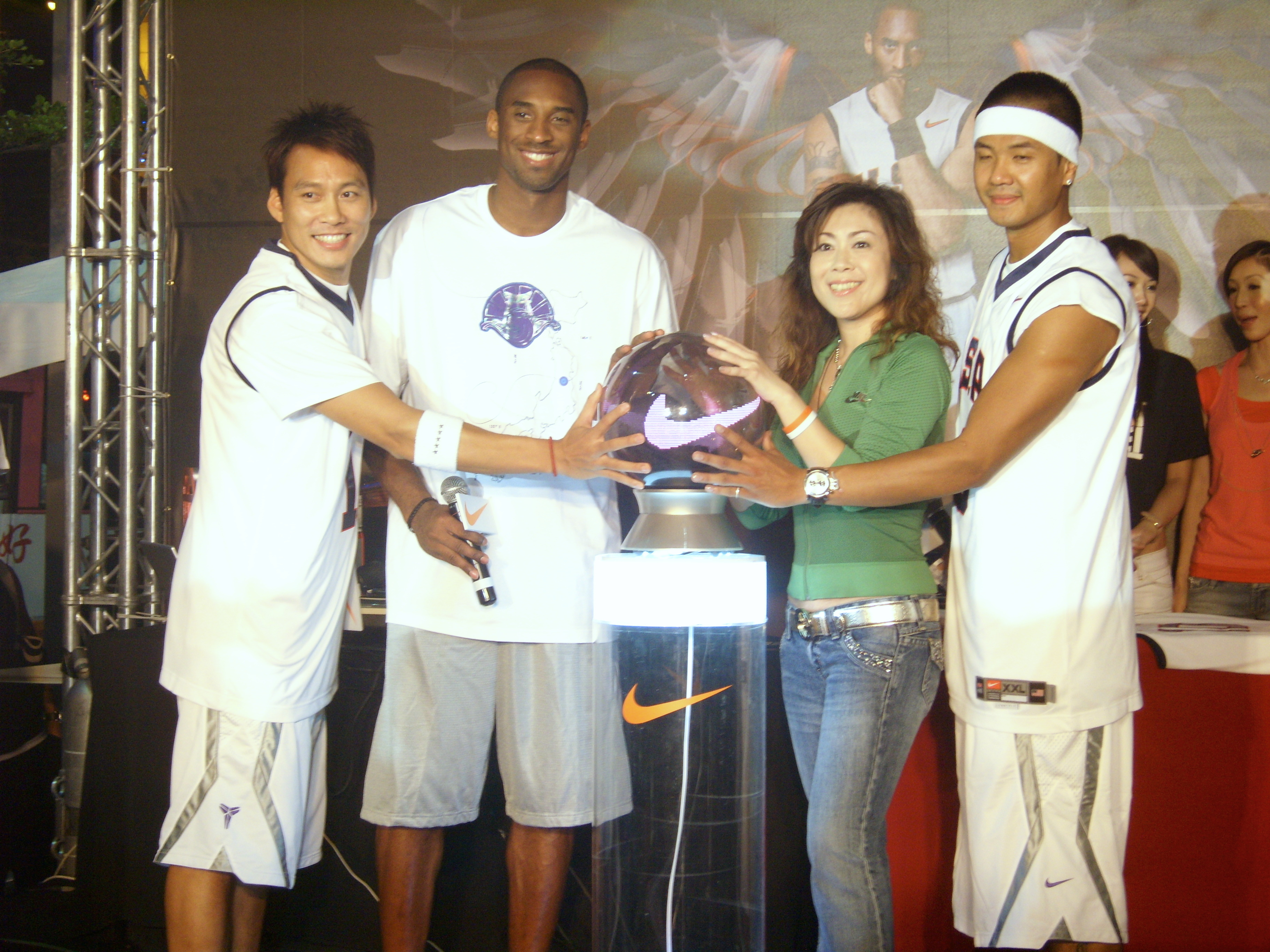
科比曾訪台灣五次，為NBA來台最多次球星

在開始1996-97 NBA赛季之前，科比與愛迪達簽署一份為期六年約4,800萬美元合約。他的第一個簽名鞋是Equipment KB8。科比的其他早期代言包括與可口可乐公司簽約以代言他們的雪碧飲料，這出現在麦当劳的廣告中、推廣斯伯丁的全新NBA使用球、上甲板、意大利巧克力公司佛列羅旗下品牌能多益、羅素公司，並出現在任天堂屬於自己的系列電子遊戲中。許多公司如麥當勞和佛列羅在性侵案發生後終止與科比的合約。值得注意的是耐克，在性侵案發生前和柯比簽訂為期五年4–4.5億美元的合約。然而，當年他們拒絕使用他的圖像或推銷他的新鞋，但在兩年後他的形象逐漸恢復，耐克最終開始推廣科比。此後，他通過子公司Energy Brands恢復與可口可乐公司的代言合約。科比還是《NBA '07: Featuring the Life Vol. 2》的封面運動員，并且出演了2008年遊戲《吉他英雄：世界巡演》（與東尼·霍克、迈克尔·菲尔普斯和艾力士·羅德里奎茲一起）和2010年遊戲《決勝時刻：黑色行動》（與吉米·坎摩爾）的廣告。
在2008年宣傳耐克Hyperdunk球鞋的影片中，科比似乎靠原地起跳飞越了高速迎面驶来的阿斯顿·马丁跑车，此特技被認為是假的。《洛杉磯時報》表示，真正的特技可能會違反科比與湖人的合約。在推廣完耐克的Hyperdunk鞋之後，科比推出耐克的第四代簽名系列Zoom Kobe IV。2010年，耐克推出另一雙鞋Nike Zoom Kobe V。2009年，科比與Nubeo簽約以推廣“ Black Mamba系列”的販售。2009年2月9日，科比登上《ESPN 雜誌》封面，但是這與籃球無關，這是關於科比成為巴塞罗那足球俱乐部的忠實粉絲。有线电视新闻网估計，科比在2007年代言費總共1600萬美元。2010年，科比以身價4,800萬美元在《福布斯》全球薪水最高的運動員名單中僅次於老虎伍茲和喬丹。

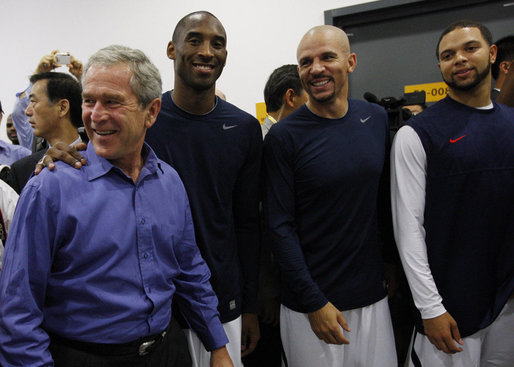
2008年夏季奥林匹克运动会，柯比陪同時任美國總統乔治·沃克·布什、贾森·基德和德隆·威廉姆斯

2010年12月13日，科比與土耳其航空簽署了為期兩年的合約。
2012年9月，科比與巴塞罗那足球俱乐部球星利昂内尔·梅西一起為土耳其航空拍攝廣告。在廣告中，二人為了贏得一位小男孩的注意而競爭。2013年，《福布斯》將科比列為全球第五高薪體育球星，僅次於弗洛伊德·梅威瑟、基斯坦奴·朗拿度、勒布朗·詹姆斯和利昂内尔·梅西。
科比為下列遊戲的封面運動員：
- Kobe Bryant in NBA Courtside（英语：Kobe Bryant in NBA Courtside）[316]
- NBA Courtside 2: Featuring Kobe Bryant（英语：NBA Courtside 2: Featuring Kobe Bryant）[317]
- NBA Courtside 2002（英语：NBA Courtside 2002）[318]
- NBA 3 On 3 Featuring Kobe Bryant[319]
- NBA '07: Featuring the Life Vol. 2（英语：NBA 07）[320]
- NBA '09: The Inside（英语：NBA '09: The Inside）[321]
- NBA 2K10[322]
- NBA 2K17（傳奇珍藏版；黃金傳奇珍藏版）[322]
- NBA 2K21（永懷曼巴版）

科比還是2019年国际篮联篮球世界杯中國區的全球大使之一。

### 其他
- 2011年，柯比與同是雪碧旗下代言人的歌手周杰倫合演雪碧汽水廣告，並合唱廣告曲《天地一鬥》[324][325]；音樂的營利全數捐贈給貧困學校用於加強籃球設施[326]。
- 2018年，其编剧及旁白配音的动画短片《亲爱的篮球》获得奥斯卡最佳动画短片奖，是史上第一次有NBA球星獲頒小金人[327][328]，他亦因此成為史上唯一一位贏過奧運又贏過奧斯卡的人[329]。

## 逝世

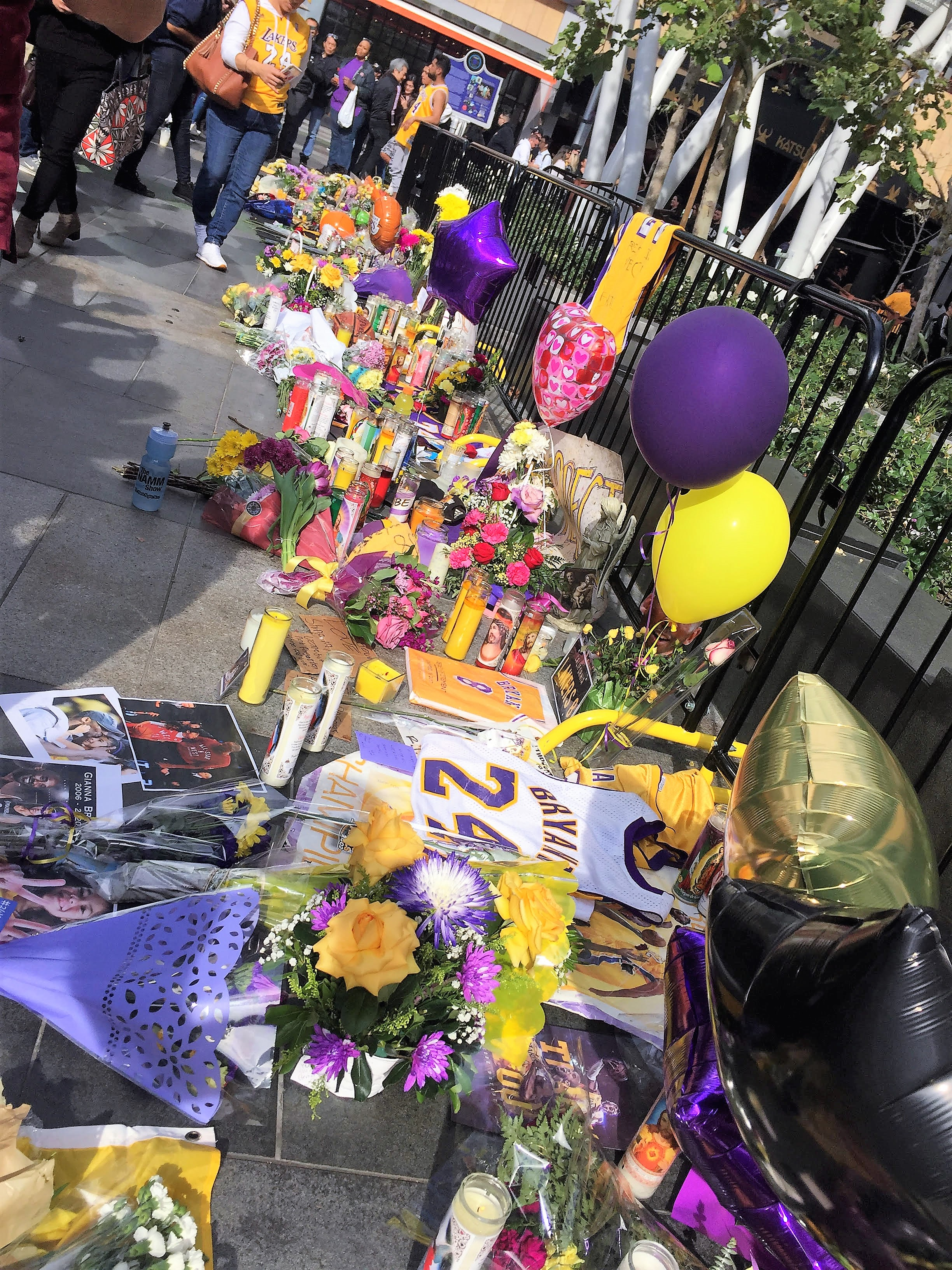
科比過世後不久，臨時紀念台搭設在斯台普斯中心外

洛杉磯時間2020年1月26日上午9時06分，一架賽考斯基S-76精靈直升機搭載柯比、他的二女兒吉安娜、大學棒球教練約翰·阿爾托貝利、機師等等共九名人員，從橙縣約翰韋恩機場飛離。飛行的目的地為位於千橡市由柯比的曼巴基金會所舉辦的籃球比賽。
當天早晨當地天氣為小雨和大霧，洛杉矶警察局的直升機和大多數其他空中載具因此停飛。飛行跟踪器顯示，由於該地區空中交通繁忙，直升機在洛杉磯動物園上方850英尺（260）的高空盤旋六圈。上午9時30分，機師聯繫好莱坞伯班克机场的塔台，回應塔台告知他「飛得太低了，無法被雷達追踪」的情況。當時直升機遇上大霧，並轉往南方飛行。上午9時40分，直升機以161節（298每小時；185英里每小時）的速度從1,200英尺（370）迅速爬升至2,000英尺（610）。上午9時45分，直升機墜落於洛杉磯市中心西北約30英里（48）的卡拉巴萨斯地區。科比、他的二女兒吉安娜和其他七位機上人員全數罹難。初步報告指出，直升機在大霧中墜毀於卡拉巴薩斯上方的山。現場目擊證人表示當時有聽到直升機在墜毀前掙扎的聲音。
由於直升機沒有裝載飛行记錄儀，墜機的原因仍然未知。美国联邦航空管理局、國家運輸安全委員會和联邦调查局已著手展開調查。1月28日，透過指紋方式確認科比的身份。隔天洛杉磯縣驗屍部門表示，機上所有人員的死亡原因皆為鈍器受傷致死。
2月7日，科比和二女兒吉安娜葬於新港滩附近的科羅納狄馬太平洋景觀墓園（Pacific View Memorial Park）。2月24日，科比的公開追思會在洛杉磯市中心的斯台普斯中心舉行。

## 外部連結
- 官方网站
- 科比·布莱恩特的Instagram帳戶
- 科比·布莱恩特的Facebook專頁
- 科比·布莱恩特的X（前Twitter）
- 科比·布莱恩特在互联网电影资料库（IMDb）上的資料（英文）
- 科比·布莱恩特在fiba.basketball（英语）
- 科比·布莱恩特在archive.fiba.com（存檔）（英语）
- 科比·布莱恩特在NBA官網（英语）
- 科比·布莱恩特在Basketball-Reference.com（NBA）（英语）
- 科比·布莱恩特在Basketball-Reference.com（國際）（英语）
- 科比·布莱恩特在ESPN（NBA）（英语）
- 科比·布莱恩特在Eurobasket.com（球員）（英语）
- 科比·布莱恩特在Proballers（英语）
- 科比·布莱恩特在RealGM（英语）
- 科比·布莱恩特在奈史密斯篮球名人纪念堂（英语）
- 科比·布莱恩特在kicker（德语）
- 科比·布莱恩特在Olympics.com（英语）
- 科比·布莱恩特在Olympedia（英语）
- 科比·布莱恩特在Team USA (archived)（英语）